# Lista leków podstawowych Światowej Organizacji Zdrowia

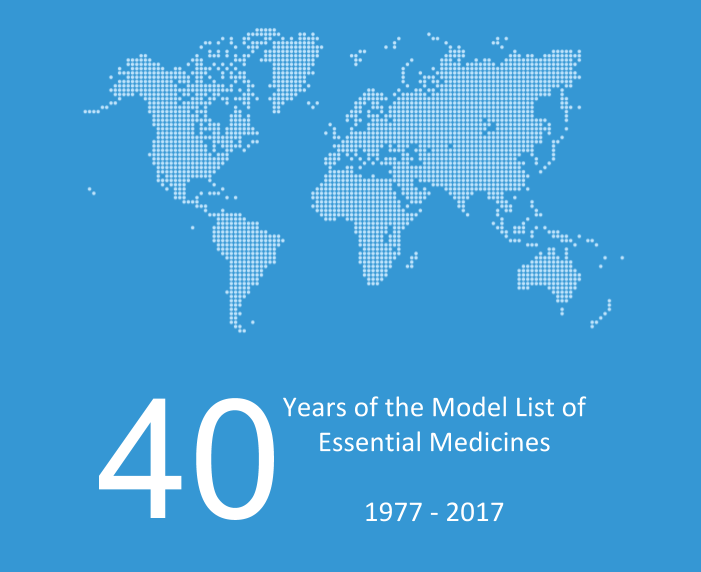
40 lat listy leków podstawowych Światowej Organizacji Zdrowia

Lista leków podstawowych Światowej Organizacji Zdrowia (ang. WHO Model List of Essential Medicines, fr. Listes modèles OMS des médicaments essentiels, ros. Примерные перечни ВОЗ основных лекарственных средств) – lista leków wybranych na podstawie dowodów naukowych przy uwzględnieniu istotności z punktu widzenia zdrowia publicznego, skuteczności, bezpieczeństwa oraz analizy kosztów-efektywności, publikowana od 1977 roku przez Światową Organizację Zdrowia (WHO). Lista jest aktualizowana co 2 lata. Od 2007 publikowana jest również wersja pediatryczna listy leków podstawowych Światowej Organizacji Zdrowia przeznaczona dla dzieci poniżej 12 roku życia. Krajowe wersje listy zostały wdrożone w co najmniej 156 krajach, w tym w Polsce od 1991 roku.

## Historia
Historia listy leków podstawowych rozpoczyna się w 1975 roku, kiedy Światowe Zgromadzenie Zdrowia wystąpiło do Światowej Organizacji Zdrowia z wnioskiem o przygotowanie listy leków, zapewniających dobrą jakość przy odpowiednim koszcie. W 1977 zostało opublikowane 1. wydanie zawierające 216 pozycji, w tym 204 substancje czynne. W 1978 podczas konferencji w Ałmaty w końcowej deklaracji z Ałma Aty lista została uznana za jeden z ośmiu podstawowych elementów podstawowej opieki zdrowotnej. Najistotniejszymi zmianami wprowadzonymi na liście w stosunku do jej pierwszego wydania były: zmiana struktury listy (1979), wprowadzenie leków złożonych (1998), leków przeciwretrowirusowych (2003), szczepionek nowej generacji (2007), kategoryzacja antybiotyków (2017) oraz zdecydowano o zastąpieniu ogólnej informacji o istnieniu leków o podobnym działaniu do leku wpisanego na listę ich szczegółowym wykazem (2021). W latach 2000–2001 zmieniono podejście do kwalifikacji leków na listę z rekomendacji ekspertów oraz przemysłu farmaceutycznego na wynikające z zasad medycyny opartej na faktach. W 2007 opublikowana została po raz pierwszy wersja listy leków podstawowych Światowej Organizacji Zdrowia przeznaczona dla dzieci poniżej 12 roku, której 8. wydanie ukazało się w marcu 2021 roku.

## Lista leków podstawowych na świecie
W momencie kiedy pojawiają się nowe leki pozwalające na bezpieczne leczenie chorób społecznych, konieczne jest zapewnienie dostępu do nich każdemu, kto ich potrzebuje. Umieszczenie leku na liście leków podstawowych Światowej Organizacji Zdrowia jest pierwszym krokiem w tym kierunku.

W 1977 lista leków podstawowych została wprowadzona w mniej niż 12 krajach. Obecnie 156 krajów przyjęło krajowe wersje listy leków podstawowych, a trzynaście krajów ma wzmiankę w konstytucji o prawie dostępu do leków, w tym siedem przyjęło pośrednio prawo do dostępu do podstawowej listy leków: Boliwia, Czechy, Dominikana, Egipt, Ekwador, Filipiny, Kuba, Meksyk, Niger, Panama, Paragwaj, Portugalia oraz Syria (2016). Fundusz Narodów Zjednoczonych na Rzecz Dzieci (UNICEF), Wysoki komisarz Narodów Zjednoczonych do spraw uchodźców (UNHCR) oraz Fundusz Ludnościowy Narodów Zjednoczonych (UNFPA) opierają swoją pomoc lekową na liście leków podstawowych.

## Lista leków podstawowych w Polsce
W Polsce lista leków podstawowych została po raz pierwszy wprowadzona w 1991 roku i zawierała 367 substancji czynnych. W ogłoszonym w 2004 roku dokumencie Ministerstwa Zdrowia wprowadzającym politykę lekową na lata 2004–2008 uznano, iż lista leków podstawowych Światowej Organizacji Zdrowia powinna być podstawą umieszczania leków na listach refundacyjnych. W kolejnych latach nie ogłaszano polityki lekowej w Polsce. Lista leków podstawowych została zastąpiona w 2011 roku kategorią leków dostępnych w aptekach na podstawie recepty lekarskiej w całym zakresie zarejestrowanych wskazań i przeznaczeń oraz we wskazaniu określonym stanem klinicznym, która w zakresie leków bezpłatnych oraz leków o odpłatności ryczałtowej odpowiada liście leków podstawowych. W dniu 1 stycznia 2023 roku zawierała 367 substancji czynnych.

## Lista leków podstawowych Światowej Organizacji Zdrowia
| Dodatkowe oznaczenia w tabeli produkt leczniczy dopuszczony do obrotu na terytorium Rzeczypospolitej Polskiej produkt leczniczy nie dopuszczony do obrotu na terytorium Rzeczypospolitej Polskiej lek z listy leków uzupełniających |

### Anestetyki
| Nazwa leku                                             | Droga podania                          | Wskazanie i uwagi wg WHO | Rok wpisu na listę | Rejestracja w Polsce (2022) |
| ------------------------------------------------------ | -------------------------------------- | --- | ------------------ | --------------------------- |
| 1.1 Leki do znieczulenia ogólnego oraz tlen            |                                        | |                    |                             |
| 1.1.1 Leki do podawania wziewnego                      |                                        | |                    |                             |
| halotan                                                | wziewnie                               | | 1997               | Nie                         |
| izofluran                                              | wziewnie                               | | 2011               | Tak                         |
| podtlenek azotu                                        | wziewnie                               | | 1977               | Tak                         |
| tlen                                                   | wziewnie                               | gaz medyczny | 1979               | Tak                         |
| 1.1.2 Leki do podawania we wstrzyknięciach             |                                        | |                    |                             |
| ketamina                                               | wstrzyknięcie                          | | 1985               | Tak                         |
| propofol                                               | wstrzyknięcie                          | propofol może zostać zastąpiony tiopentalem, zależnie od krajowej dostępności oraz kosztów leczenia                                                            | 2011               | Tak                         |
| 1.2 Środki do znieczulenia miejscowego                 |                                        | |                    |                             |
| bupiwakaina                                            | wstrzyknięcie, dokanałowo              | | 1977               | Tak                         |
| lidokaina                                              | wstrzyknięcie, dokanałowo, zewnętrznie | | 1977               | Tak                         |
| lidokaina z adrenaliną                                 | wstrzyknięcie                          | | 1979               | Tak                         |
| efedryna                                               | wstrzyknięcie                          | stosowany w zapobieganiu hipotensji przy blokadzie centralnej podczas porodu                                                                                   | 1998               | Tak                         |
| 1.3 Leki do premedykacji oraz do krótkotrwałej sedacji |                                        | |                    |                             |
| atropina                                               | wstrzyknięcie                          | | 1988               | Tak                         |
| midazolam                                              | wstrzyknięcie, doustnie                | w postaci zawiesiny nie powinien być stosowany u dzieci | 2011               | Tak                         |
| morfina                                                | wstrzyknięcie                          | | 1988               | Tak                         |
| 1.4 Gazy medyczne                                      |                                        | |                    |                             |
| tlen                                                   | wziewnie                               | w leczeniu niedotlenienia, do rozpoczynania resuscytacji noworodków urodzonych przed 32 tygodniem ciąży powinien być użyty tlen w stężeniu nie wyższym niż 30% | 2017               | Tak                         |

### Analgetykioraz leki stosowane wmedycynie paliatywnej
| Nazwa leku                                                            | Droga podania                         | Wskazanie i uwagi wg WHO | Rok wpisu na listę | Rejestracja w Polsce (2022) |
| --------------------------------------------------------------------- | ------------------------------------- | --- | ------------------ | --------------------------- |
| 2.1 Nieopioidowe i niesteroidowe leki przeciwzapalne                  |                                       | |                    |                             |
| kwas acetylosalicylowy                                                | doustnie, doodbytniczo                | | 1977               | Tak                         |
| ibuprofen                                                             | doustnie                              | nie powinien być stosowany u dzieci poniżej 3 miesiąca życia                                                                              | 1977               | Tak                         |
| paracetamol                                                           | doustnie, doodbytniczo                | lek nie jest zalecany jako lek przeciwzapalny, ze względu na brak udowodnionego efektu przeciwzapalnego                                   | 1977               | Tak                         |
| 2.2 Opioidy                                                           |                                       | |                    |                             |
| kodeina                                                               | doustnie                              | | 1985               | Tak                         |
| fentanyl                                                              | przezskórnie                          | w leczeniu bólu nowotworowego | 2017               | Tak                         |
| morfina                                                               | wstrzyknięcie, doustnie               | alternatywnie mogą być stosowane jedynie hydromorfon oraz oksykodon                                                                       | 1977               | Tak                         |
| metadon                                                               | doustnie                              | w leczeniu bólu nowotworowego | 1998               | Tak                         |
| 2.3 Leki stosowane przy innych częstych objawach w opiece paliatywnej |                                       | |                    |                             |
| amitryptylina                                                         | doustnie                              | | 2011               | Tak                         |
| butylobromek hioscyny                                                 | wstrzyknięcie                         | | 2013               | Tak                         |
| cyklizyna                                                             | wstrzyknięcie, doustnie               | nie powinna być stosowana u dzieci | 2011               | Nie                         |
| deksametazon                                                          | wstrzyknięcie, doustnie               | tabletki 2 mg nie powinny być stosowane u dzieci                                                                                          | 2011               | Tak                         |
| diazepam                                                              | wstrzyknięcie, doustnie, doodbytniczo | | 2011               | Tak                         |
| dokuzynian sodu                                                       | doustnie                              | | 2011               | Tak                         |
| fluoksetyna                                                           | doustnie                              | może być stosowany u dzieci powyżej 8 roku życia                                                                                          | 2011               | Tak                         |
| haloperydol                                                           | wstrzyknięcie, doustnie               | | 2013               | Tak                         |
| hydrobromek hioscyny                                                  | wstrzyknięcie, przeskórnie            | nie powinien być stosowany u dzieci | 2017               | Nie                         |
| laktuloza                                                             | doustnie                              | nie powinna być stosowana u dzieci | 2011               | Tak                         |
| loperamid                                                             | doustnie                              | | 2013               | Tak                         |
| metoklopramid                                                         | doustnie                              | | 2013               | Tak                         |
| midazolam                                                             | wstrzyknięcie, doustnie               | w postaci zawiesiny nie powinien być stosowany u dzieci                                                                                   | 2011               | Tak                         |
| ondansetron                                                           | wstrzyknięcie, doustnie               | może być stosowany u dzieci powyżej 1 miesiąca życia, alternatywie mogą być stosowane dolasetron, granisetron, palonosetron i tropisetron | 2011               | Tak                         |
| senes                                                                 | doustnie                              | | 2011               | Tak                         |

### Lekiprzeciwalergiczneoraz leki stosowane wanafilaksji
| Nazwa leku    | Droga podania | Wskazanie i uwagi wg WHO | Rok wpisu na listę | Rejestracja w Polsce (2022) |
| ------------- | ------------- | --- | ------------------ | --------------------------- |
| deksametazon  | wstrzyknięcie | | 1985               | Tak                         |
| adrenalina    | wstrzyknięcie | | 1988               | Tak                         |
| hydrokortyzon | wstrzyknięcie | | 1988               | Tak                         |
| loratadyna    | doustnie      | istnieją wskazania w których mogą być stosowane leki przeciwhistaminowe I generacji, alternatywnie mogą być stosowane cetyryzyna lub feksofenadyna | 2013               | Tak                         |
| prednizolon   | doustnie      | alternatywnie może być stosowany prednizon | 1985               | Tak                         |

### Odtrutkioraz inne substancje stosowane w leczeniu zatrucia
| Nazwa leku                  | Droga podania           | Wskazanie i uwagi wg WHO | Rok wpisu na listę | Rejestracja w Polsce (2022) |
| --------------------------- | ----------------------- | ------------------------ | ------------------ | --------------------------- |
| 4.1 Substancje nieswoiste   |                         |                          |                    |                             |
| węgiel aktywny              | doustnie                |                          | 1977               | Tak                         |
| 4.3 Substancje swoiste      |                         |                          |                    |                             |
| acetylocysteina             | wstrzyknięcie, doustnie |                          | 2000               | Tak                         |
| atropina                    | wstrzyknięcie           |                          | 2000               | Tak                         |
| azotyn sodu                 | wstrzyknięcie           |                          | 1979               | Nie                         |
| błękit metylenowy           | wstrzyknięcie           |                          | 1985               | Tak                         |
| błękit pruski               | doustnie                |                          | 1985               | Nie                         |
| glukonian wapnia            | wstrzyknięcie           |                          | 1998               | Tak                         |
| nalokson                    | wstrzyknięcie           |                          | 1983               | Tak                         |
| penicylamina                | doustnie                |                          | 1985               | Tak                         |
| tiosiarczan sodu            | wstrzyknięcie           |                          | 1977               | Tak                         |
| deferoksamina               | wstrzyknięcie           |                          | 1979               | Tak                         |
| dimerkaprol                 | wstrzyknięcie           |                          | 1977               | Nie                         |
| fomepizol                   | wstrzyknięcie           |                          | 2013               | Nie                         |
| sukcymer                    | doustnie                |                          | 2011               | Nie                         |
| wersenian wapniowo-disodowy | wstrzyknięcie           |                          | 1979               | Nie                         |

### Leki przeciwpadaczkoweoraz przeciwdrgawkowe
| Nazwa leku       | Droga podania           | Wskazanie i uwagi wg WHO | Rok wpisu na listę | Rejestracja w Polsce (2022) |
| ---------------- | ----------------------- | --- | ------------------ | --------------------------- |
| diazepam         | doodbytniczo            | | 1977               | Tak                         |
| fenobarbital     | wstrzyknięcie, doustnie | | 1977               | Tak                         |
| fenytoina        | wstrzyknięcie, doustnie | | 1977               | Tak                         |
| karbamazepina    | doustnie                | | 1988               | Tak                         |
| kwas walproinowy | doustnie                | nie należy stosować podczas ciąży oraz u kobiet i dziewcząt w wieku rozrodczym ze względu na wysokie ryzyko wystąpienia wad wrodzonych oraz rozwojowych, poza sytuacjami kiedy inne leki są nieskuteczne lub źle tolerowane | 1979               | Tak                         |
| lamotrygina      | doustnie                | leczenie skojarzone opornych na leczenie napadów częściowych i uogólnionych | 2017               | Tak                         |
| lorazepam        | wstrzyknięcie           | alternatywnie mogą być stosowane diazepam oraz midazolam we wstrzyknięciach | 2009               | Tak                         |
| midazolam        | śluzówki nosogardzieli  | postać dożylna może być stosowana do podania podpoliczkowego tylko w przypadku niedostępności roztworu przeznaczonego do podawania na śluzówki nosogardzieli                                                                | 2015               | Tak                         |
| siarczan magnezu | wstrzyknięcie           | stosowany jedynie w rzucawce oraz ciężkim stanie przedrzucawkowym | 2003               | Tak                         |
| etosuksymid      | doustnie                | | 1977               | Tak                         |
| kwas walproinowy | wstrzyknięcie           | nie należy stosować podczas ciąży oraz u kobiet i dziewcząt w wieku rozrodczym ze względu na wysokie ryzyko wystąpienia wad wrodzonych oraz rozwojowych, poza sytuacjami kiedy inne leki są nieskuteczne lub źle tolerowane | 2015               | Tak                         |

### Leki stosowane w zakażeniach
| Nazwa leku                                                                                | Droga podania                         | Wskazanie i uwagi wg WHO | Rok wpisu na listę | Rejestracja w Polsce (2022) |
| ----------------------------------------------------------------------------------------- | ------------------------------------- | --- | ------------------ | --------------------------- |
| 6.1 Leki przeciwrobacze                                                                   |                                       | |                    |                             |
| 6.1.1 Leki przeciwko pasożytom jelitowym                                                  |                                       | |                    |                             |
| albendazol                                                                                | doustnie                              | | 1990               | Tak                         |
| iwermektyna                                                                               | doustnie                              | | 2017               | Nie                         |
| lewamizol                                                                                 | doustnie                              | | 1988               | Nie                         |
| mebendazol                                                                                | doustnie                              | | 1977               | Tak                         |
| niklozamid                                                                                | doustnie                              | | 1977               | Nie                         |
| prazykwantel                                                                              | doustnie                              | | 1985               | Nie                         |
| pyrantel                                                                                  | doustnie                              | | 1983               | Tak                         |
| 6.1.2 Leki przeciwko nicieniom                                                            |                                       | |                    |                             |
| albendazol                                                                                | doustnie                              | | 1990               | Tak                         |
| dietylokarbamazyna                                                                        | doustnie                              | | 1977               | Nie                         |
| iwermektyna                                                                               | doustnie                              | | 1988               | Nie                         |
| 6.1.3 Leki przeciwko schistosomom oraz innym przywrom                                     |                                       | |                    |                             |
| prazykwantel                                                                              | doustnie                              | | 1983               | Nie                         |
| triklabendazol                                                                            | doustnie                              | | 1977               | Nie                         |
| oksamnichina                                                                              | doustnie                              | powinna być stosowana jedynie w przypadku niepowodzenia leczenia prazykwantelem | 1997               | Nie                         |
| 6.1.4 Leki cystobójcze                                                                    |                                       | |                    |                             |
| albendazol                                                                                | doustnie                              | | 2021               | Tak                         |
| mebendazol                                                                                | doustnie                              | | 2021               | Tak                         |
| prazykwantel                                                                              | doustnie                              | | 2021               | Nie                         |
| 6.2 Leki przeciwbakteryjne                                                                |                                       | |                    |                             |
| 6.2.1 Grupa antybiotyków podstawowych                                                     |                                       | |                    |                             |
| amikacyna                                                                                 | wstrzyknięcie                         | antybiotyk I wyboru, antybiotyk II wyboru(niektóre wskazania) | 2002               | Tak                         |
| amoksycylina                                                                              | wstrzyknięcie, doustnie               | antybiotyk I wyboru, antybiotyk II wyboru (niektóre wskazania) | 1990               | Tak                         |
| amoksycylina + kwas klawulanowy                                                           | wstrzyknięcie, doustnie               | antybiotyk I wyboru, antybiotyk II wyboru (niektóre wskazania) | 1998               | Tak                         |
| ampicylina                                                                                | wstrzyknięcie                         | antybiotyk I wyboru, antybiotyk II wyboru (niektóre wskazania) | 1977               | Tak                         |
| benzylopenicylina                                                                         | wstrzyknięcie                         | antybiotyk I wyboru, antybiotyk II wyboru (niektóre wskazania) | 1977               | Tak                         |
| benzylopenicylina benzatynowa                                                             | wstrzyknięcie                         | ampułki 1,2 mln I.U., antybiotyk I wyboru, antybiotyk II wyboru[BRAK] | 1977               | Tak                         |
| cefaleksyna                                                                               | wstrzyknięcie, doustnie               | antybiotyk I wyboru, antybiotyk II wyboru | 2009               | Tak                         |
| cefazolina                                                                                | wstrzyknięcie                         | może być stosowany u dzieci powyżej 1 miesiąca życia, przeznaczony do profilaktyki okołooperacyjnej, antybiotyk I wyboru, antybiotyk II wyboru | 2007               | Tak                         |
| chloramfenikol                                                                            | wstrzyknięcie, doustnie               | postać pozajelitowa o przedłużonym działaniu powinna być stosowane jedynie w profilaktyce zapalenia opon mózgowo-rdzeniowych wywołanym przez dwoinkę zapalenia opon mózgowo-rdzeniowych u dzieci powyżej 2 roku życia oraz dorosłych, antybiotyk I wyboru[BRAK], antybiotyk II wyboru                 | 1977               | Nie                         |
| doksycyklina                                                                              | wstrzyknięcie, doustnie               | u dzieci poniżej 8 roku życia, tylko w infekcjach zagrażających życiu, w przypadku braku innej możliwości leczenia, antybiotyk I wyboru, antybiotyk II wyboru (niektóre wskazania) | 1977               | Tak                         |
| fenoksymetylopenicylina                                                                   | doustnie                              | antybiotyk I wyboru, antybiotyk II wyboru[BRAK] | 1977               | Tak                         |
| gentamycyna                                                                               | wstrzyknięcie                         | antybiotyk I wyboru, antybiotyk II wyboru (niektóre wskazania) | 1977               | Tak                         |
| klindamycyna                                                                              | wstrzyknięcie, doustnie               | antybiotyk I wyboru, antybiotyk II wyboru | 1992               | Tak                         |
| kloksacylina                                                                              | wstrzyknięcie, doustnie               | alternatywnie mogą być stosowane inne antybiotyki z grupy J01CF w klasyfikacji ATC, przy stosowaniu doustnym preferowane są kloksacylina, dikloksacylina, flukloksacylina ze względu na lepszą biodostępność, antybiotyk I wyboru, antybiotyk II wyboru (niektóre wskazania)                          | 1977               | Tak                         |
| kotrimoksazol                                                                             | wstrzyknięcie, doustnie               | antybiotyk I wyboru, antybiotyk II wyboru | 1977               | Tak                         |
| metronidazol                                                                              | wstrzyknięcie, doustnie, doodbytniczo | antybiotyk I wyboru, antybiotyk II wyboru | 1979               | Tak                         |
| nitrofurantoina                                                                           | doustnie                              | antybiotyk I wyboru, antybiotyk II wyboruBRAK | 1979               | Nie                         |
| penicylina prokainowa                                                                     | wstrzyknięcie                         | nie jest rekomendowana jako lek pierwszego wyboru w sepsie u noworodków, z wyjątkiem sytuacji kiedy jest podawana przez personel medyczny w miejscach z wysoką śmiertelnością noworodków, w których opieka szpitalna nie jest możliwa, antybiotyk I wyboru, antybiotyk II wyboru (niektóre wskazania) | 1983               | Tak                         |
| spektynomycyna                                                                            | wstrzyknięcie                         | antybiotyk I wyboruBRAK, antybiotyk II wyboru | 1977               | Nie                         |
| trimetoprym                                                                               | doustnie                              | antybiotyk I wyboru, antybiotyk II wyboruBRAK | 1977               | Tak                         |
| 6.2.2 Grupa antybiotyków nadzorowanych                                                    |                                       | |                    |                             |
| azytromycyna                                                                              | doustnie                              | antybiotyk I wyboru, antybiotyk II wyboru (niektóre wskazania) | 2003               | Tak                         |
| cefiksym                                                                                  | doustnie                              | antybiotyk I wyboru[BRAK], antybiotyk II wyboru | 2005               | Tak                         |
| cefotaksym                                                                                | wstrzyknięcie                         | cefalosporyna III generacji z wyboru u hospitalizowanych niemowląt, antybiotyk I wyboru, antybiotyk II wyboru (niektóre wskazania) | 2009               | Tak                         |
| ceftriakson                                                                               | wstrzyknięcie                         | może być stosowany u dzieci powyżej 41 tygodnia skorygowanego życia płodowego, nie należy podawać z wapniem oraz nie zaleca się podawania u niemowląt z hiperbilirubinemią, antybiotyk I wyboru, antybiotyk II wyboru (niektóre wskazania)                                                            | 2005               | Tak                         |
| cefuroksym                                                                                | wstrzyknięcie                         | antybiotyk I wyboru[BRAK], antybiotyk II wyboru | 2019               | Tak                         |
| cyprofloksacyna                                                                           | wstrzyknięcie, doustnie               | antybiotyk I wyboru, antybiotyk II wyboru | 1990               | Tak                         |
| klarytromycyna                                                                            | wstrzyknięcie, doustnie               | stosowana również w leczeniu Helicobacter pylori schematem wielolekowym u dorosłych, w leczeniu ostrego zapalenia gardła w dzieci może być zastosowana erytromycyna, antybiotyk I wyboru, antybiotyk II wyboru                                                                                        | 2011               | Tak                         |
| piperacylina + tazobaktam                                                                 | wstrzyknięcie                         | antybiotyk I wyboru, antybiotyk II wyboru[BRAK] | 2017               | Tak                         |
| wankomycyna                                                                               | doustnie                              | antybiotyk I wyboruBRAK, antybiotyk II wyboru | 1997               | Nie                         |
| ceftazydym                                                                                | wstrzyknięcie                         | antybiotyk I wyboru, antybiotyk II wyboruBRAK | 1997               | Tak                         |
| meropenem                                                                                 | wstrzyknięcie                         | zamiast może być zastosowany imipenem z cylastatyną, natomiast meropenem jest lekiem z wyboru w leczeniu zapalenia opon mózgowo-rdzeniowych, antybiotyk I wyboru[BRAK], antybiotyk II wyboru | 2017               | Tak                         |
| wankomycyna                                                                               | wstrzyknięcie                         | antybiotyk I wyboru, antybiotyk II wyboru | 1997               | Tak                         |
| 6.2.3 Grupa antybiotyków zastrzeżonych                                                    |                                       | |                    |                             |
| cefiderokol                                                                               | wstrzyknięcie                         | | 2021               | Tak                         |
| ceftazydym + awibaktam                                                                    | wstrzyknięcie                         | | 2019               | Tak                         |
| fosfomycyna                                                                               | wstrzyknięcie                         | | 2017               | Tak                         |
| kolistyna                                                                                 | wstrzyknięcie                         | | 2017               | Tak                         |
| linezolid                                                                                 | wstrzyknięcie, doustnie               | | 2017               | Tak                         |
| meropenem + waborbaktam                                                                   | wstrzyknięcie                         | | 2019               | Nie                         |
| plazomycyna                                                                               | wstrzyknięcie                         | | 2019               | Nie                         |
| polimyksyna B                                                                             | wstrzyknięcie                         | | 2019               | Nie                         |
| 6.2.4 Leki stosowane w leczeniu trądu                                                     |                                       | |                    |                             |
| dapson                                                                                    | doustnie                              | | 1979               | Nie                         |
| klofazymina                                                                               | doustnie                              | | 1979               | Nie                         |
| ryfampicyna                                                                               | doustnie                              | | 1977               | Tak                         |
| 6.2.5 Leki stosowane w leczeniu gruźlicy                                                  |                                       | |                    |                             |
| etambutol                                                                                 | doustnie                              | zawiesina | 1977               | Tak                         |
| etambutol + izoniazyd + pirazynamid + ryfampicyna                                         | doustnie                              | 275 mg + 75 mg + 400 mg + 150 mg | 2000               | Nie                         |
| etambutol + izoniazyd + ryfampicyna                                                       | doustnie                              | 275 mg + 75 mg + 150 mg | 2007               | Nie                         |
| izoniazyd                                                                                 | doustnie                              | zawiesina | 1977               | Tak                         |
| izoniazyd + pyrazynamid + ryfampicyna                                                     | doustnie                              | tabletki rozpuszczalne 50 mg + 150 mg + 75 mg | 1977               | Nie                         |
| izoniazyd + ryfampicyna                                                                   | doustnie                              | 75 mg + 150 mg, 150 mg + 300 mg lub tabletki rozpuszczalne 50 mg + 75 mg | 1990               | Tak                         |
| izoniazyd + ryfapentyna                                                                   | doustnie                              | 300 mg + 300 mg | 2021               | Nie                         |
| moksyfloksacyna                                                                           | doustnie                              | | 2017               | Tak                         |
| pirazynamid                                                                               | doustnie                              | zawiesina | 1983               | Tak                         |
| ryfabutyna                                                                                | doustnie                              | tylko w leczeniu zakażonych wirusem zespołu nabytego braku odporności (HIV) otrzymujących inhibitory proteaz | 2011               | Nie                         |
| ryfampicyna                                                                               | doustnie                              | zawiesina | 1983               | Tak                         |
| ryfapentyna                                                                               | doustnie                              | | 2015               | Nie                         |
| amikacyna                                                                                 | wstrzyknięcie                         | | 2002               | Tak                         |
| amoksycylina + kwas klawulanowy                                                           | doustnie                              | przeznoczona jedynie to stosowania w połączeniu z meropenemem lub imipenemem z cylastatyną | 2019               | Tak                         |
| bedakilina                                                                                | doustnie                              | może być stosowany u dzieci powyżej 5 roku życia | 2015               | Nie                         |
| cykloseryna                                                                               | doustnie                              | zamiast może być zastosowany teryzydon | 2015               | Nie                         |
| delamanid                                                                                 | doustnie                              | może być stosowany u dzieci od 3 roku życia | 2015               | Nie                         |
| etionamid                                                                                 | doustnie                              | zamiast może być zastosowany protionamid | 2015               | Nie                         |
| klofazymina                                                                               | doustnie                              | | 2017               | Nie                         |
| kwas p-aminosalicylowy                                                                    | wstrzyknięcie                         | | 2002               | Tak                         |
| lewofloksacyna                                                                            | doustnie                              | | 2002               | Tak                         |
| linezolid                                                                                 | wstrzyknięcie, doustnie               | | 2015               | Tak                         |
| meropenem                                                                                 | wstrzyknięcie                         | zamiast niego może być stosowany imipenem z cylastatyną | 2019               | Tak                         |
| moksyfloksacyna                                                                           | doustnie                              | | 2017               | Tak                         |
| streptomycyna                                                                             | wstrzyknięcie                         | | 2013               | Tak                         |
| 6.3 Leki przeciwgrzybicze                                                                 |                                       | |                    |                             |
| amfoterycyna B                                                                            | wstrzyknięcie                         | | 2003               | Tak                         |
| flukonazol                                                                                | wstrzyknięcie, doustnie               | | 2005               | Tak                         |
| fluorocytozyna                                                                            | wstrzyknięcie, doustnie               | | 1977               | Nie                         |
| gryzeofulwina                                                                             | doustnie                              | zawiesina | 1977               | Nie                         |
| itrakonazol                                                                               | doustnie                              | | 2017               | Tak                         |
| klotrimazol                                                                               | dopochwowo                            | | 2005               | Tak                         |
| nystatyna                                                                                 | doustnie                              | zawiesina | 1979               | Tak                         |
| worykonazol                                                                               | wstrzyknięcie, doustnie               | | 2017               | Tak                         |
| jodek potasu                                                                              | doustnie                              | nasycony roztwór | 1997               | Tak                         |
| mykafungina                                                                               | wstrzyknięcie                         | alternatywnie mogą być stosowane anidulafungina oraz kaspofungina | 2021               | Tak                         |
| 6.3 Leki przeciwwirusowe                                                                  |                                       | |                    |                             |
| 6.3.1 Leki przeciw wirusowi opryszczki pospolitej                                         |                                       | |                    |                             |
| acyklowir                                                                                 | wstrzyknięcie, doustnie               | alternatywnie może być stosowany doustny walacyklowir, zawiesina | 1998               | Tak                         |
| 6.4.2 Leki przeciwretrowirusowe                                                           |                                       | |                    |                             |
| 6.4.2.1 Nukleozydowe i nukleotydowe inhibitory odwrotnej transkryptazy                    |                                       | |                    |                             |
| abakawir (ABC)                                                                            | doustnie                              | | 2002               | Tak                         |
| fumaran dizoproksylu tenofowiru (TDF)                                                     | doustnie                              | 300 mg fumaranu dizoproksylu tenofowiru odpowiada 245 mg dizoproksylu tenofowiru, zalecany w profilaktyce przedekspozycyjnej | 2002               | Tak                         |
| lamiwudyna (3TC)                                                                          | doustnie                              | | 2002               | Tak                         |
| zydowudyna (ZDV lub AZT)                                                                  | dożylnie, doustnie                    | | 1998               | Tak                         |
| 6.4.2.2 Nienukleozydowe inhibitory odwrotnej transkryptazy                                |                                       | |                    |                             |
| efawirenz (EFV lub EFZ)                                                                   | doustnie                              | może być stosowany u dzieci powyżej 2 roku życia lub powyżej 10 kg m.c. | 2002               | Tak                         |
| newirapina (NVP)                                                                          | doustnie                              | może być stosowana u dzieci powyżej 6 tygodnia życia | 2000               | Tak                         |
| 6.4.2.3 Inhibitory proteaz                                                                |                                       | |                    |                             |
| atazanawir + rytonawir                                                                    | doustnie                              | | 2017               | Nie                         |
| darunawir                                                                                 | doustnie                              | może być stosowany u dzieci powyżej 3 roku życia | 2015               | Tak                         |
| lopinawir + rytonawir (LPV/r)                                                             | doustnie                              | | 2002               | Tak                         |
| rytonawir                                                                                 | doustnie                              | | 2002               | Tak                         |
| 6.4.2.4 Inhibitory integrazy                                                              |                                       | |                    |                             |
| dolutegrawir                                                                              | doustnie                              | tabletki rozpuszczalne mogą być stosowane u dzieci od 3 kg m.c. oraz powyżej 4 miesiąca życia, tabletki mogą być stosowane u dzieci od 25 kg m.c. | 2017               | Tak                         |
| raltegrawir                                                                               | doustnie                              | przeznaczony do stosowania u ciężarnych kobiet oraz w leczeniu drugiego rzutu zgodnie z wytycznymi WHO | 2017               | Tak                         |
| Złożone leki przeciwretrowirusowe                                                         |                                       | |                    |                             |
| abakawir + lamiwudyna                                                                     | doustnie                              | 120 mg + 60 mg | 2015               | Tak                         |
| dolutegrawir + lamiwudyna + tenofowir                                                     | doustnie                              | 50 mg + 300 mg + 300 mg (300 mg fumaranu dizoproksylu tenofowiru odpowiada 245 mg dizoproksylu tenofowiru) | 2019               | Nie                         |
| efawirenz + emtrycytabina + tenofowir                                                     | doustnie                              | 600 mg + 200 mg + 300 mg (300 mg fumaranu dizoproksylu tenofowiru odpowiada 245 mg dizoproksylu tenofowiru); alternatywnie może być stosowana emtrycytabina zamiast lamiwudyny | 2007               | Tak                         |
| efawirenz + lamiwudyna + tenofowir                                                        | doustnie                              | 400 mg + 300 mg + 300 mg (300 mg fumaranu dizoproksylu tenofowiru odpowiada 245 mg dizoproksylu tenofowiru) | 2017               | Nie                         |
| emtrycytabina + tenofowir                                                                 | doustnie                              | 200 mg + 300 mg (300 mg fumaranu dizoproksylu tenofowiru odpowiada 245 mg dizoproksylu tenofowiru); alternatywnie może być stosowana lamiwudyna zamiast emtrycytabiny, lek złożony zalecany w profilaktyce przedekspozycyjnej                                                                         | 2007               | Tak                         |
| lamiwudyna + zydowudyna                                                                   | doustnie                              | 30 mg + 60 mg, 150 mg + 300 mg | 2007               | Tak                         |
| 6.4.2.5 Leki stosowane w profilaktyce zakażeń oportunistycznych związane z zakażeniem HIV |                                       | |                    |                             |
| izoniazyd + pirydoksyna + sulfametoksazol + trimetoprym                                   | doustnie                              | 300 mg + 25 mg + 800 mg + 160 mg | 2017               | Nie                         |
| 6.4.3 Inne leki przeciwwirusowe                                                           |                                       | |                    |                             |
| rybawiryna                                                                                | wstrzyknięcie, doustnie               | leczenie gorączki krwotocznej | 2007               | Tak                         |
| walgancyklowir                                                                            | doustnie                              | leczenie cytomegalowirusowego zapalenia siatkówki | 2015               | Tak                         |
| oseltamiwir                                                                               | doustnie                              | ciężkie zachorowanie spowodowane podejrzewanym lub potwierdzonym zakażeniem wirusem grypy u hospitalizowanych pacjentów w ciężkim stanie | 2011               | Tak                         |
| walgancyklowir                                                                            | doustnie                              | leczenie cytomegalowirusowego zapalenia siatkówki | 2019               | Tak                         |
| 6.4.4 Leki stosowane w wirusowym zapaleniu wątroby                                        |                                       | |                    |                             |
| 6.4.4.1 Leki stosowane w wirusowym zapaleniu wątroby typu B                               |                                       | |                    |                             |
| 6.4.4.1.1 Nukleozydy i nukleotydy – inhibitory odwrotnej transkryptazy                    |                                       | |                    |                             |
| entekawir                                                                                 | doustnie                              | | 2015               | Tak                         |
| tenofowir (TDF)                                                                           | doustnie                              | | 2015               | Tak                         |
| 6.4.4.2 Leki stosowane w wirusowym zapaleniu wątroby typu C                               |                                       | |                    |                             |
| 6.4.4.2.1 Terapie pangenotypowe o bezpośrednim działaniu przeciwwirusowym                 |                                       | |                    |                             |
| daklataswir                                                                               | doustnie                              | lek pangetypowy w przypadku stosowania razem z sofosbuwirem | 2015               | Tak                         |
| daklataswir + sofosbuwir                                                                  | doustnie 60 mg + 400 mg               | | 2021               | Nie                         |
| glekaprewir + pibrentaswir                                                                | doustnie                              | 100 mg + 40 mg | 2019               | Tak                         |
| sofosbuwir                                                                                | doustnie                              | lek pangenotypowy w przypadku stosowania z daklataswirem | 2015               | Tak                         |
| sofosbuwir + welpataswir                                                                  | doustnie                              | 400 mg + 100 mg | 2017               | Tak                         |
| 6.4.4.2.2 Terapie genotypowo swoiste o bezpośrednim działaniu przeciwwirusowym            |                                       | |                    |                             |
| dazabuwir                                                                                 | doustnie                              | | 2015               | Tak                         |
| ledypaswir + sofosbuwir                                                                   | doustnie                              | 90 mg + 400 mg | 2015               | Tak                         |
| ombitaswir + parytaprewir + rytonawir                                                     | doustnie                              | 12,5 mg + 75 mg + 50 mg | 2015               | Tak                         |
| 6.4.4.2.3 Inne leki przeciwwirusowe                                                       |                                       | |                    |                             |
| rybawiryna                                                                                | wstrzyknięcie, doustnie               | w leczeniu skojarzonym wirusowego zapalenie wątroby typu C z bezpośrednio działającymi lekami przeciwwirusowymi | 2015               | Tak                         |
| peginterferon α-2a                                                                        | wstrzyknięcie                         | w leczeniu skojarzonym wirusowego zapalenie wątroby typu C z rybawiryną | 2015               | Tak                         |
| peginterferon α-2b                                                                        | wstrzyknięcie                         | w leczeniu skojarzonym wirusowego zapalenie wątroby typu C z rybawiryną | 2015               | Tak                         |
| 6.5 Leki przeciwpierwotniakowe                                                            |                                       | |                    |                             |
| 6.5.1 Leki stosowane w leczeniu pełzakowicy i giardiozy                                   |                                       | |                    |                             |
| diloksanid                                                                                | doustnie                              | może być stosowany u dzieci powyżej 25 kg m.c. | 1988               | Nie                         |
| metronidazol                                                                              | wstrzyknięcie, doustnie               | alternatywnie może być stosowany tynidazol | 1988               | Tak                         |
| 6.5.2 Leki stosowane w leczeniu leiszmaniozy                                              |                                       | |                    |                             |
| amfoterycyna B                                                                            | wstrzyknięcie                         | | 2003               | Tak                         |
| miltefozyna                                                                               | doustnie                              | | 2011               | Nie                         |
| paromomycyna                                                                              | wstrzyknięcie                         | | 2007               | Nie                         |
| stilboglukonian sodu                                                                      | wstrzyknięcie                         | | 1988               | Nie                         |
| antymonian megluminy                                                                      | wstrzyknięcie                         | | 1998               | Nie                         |
| 6.5.3 Leki przeciwmalaryczne                                                              |                                       | |                    |                             |
| 6.5.3.1 Leki stosowane w leczeniu malarii                                                 |                                       | |                    |                             |
| amodiachina                                                                               | doustnie                              | leczenie skojarzone z artezunatem | 1977               | Nie                         |
| artemeter                                                                                 | wstrzyknięcie                         | leczenie ciężkiej malarii | 1997               | Nie                         |
| artemeter + lumefantryna                                                                  | wstrzyknięcie                         | nie powinien być stosowany w pierwszym trymestrze ciąży oraz u dzieci poniżej 5 kg m.c. | 2002               | Nie                         |
| artezunat                                                                                 | wstrzyknięcie, doodbytniczo           | leczenie skojarzone z amodiachiną, meflochiną lub sulfadoksyną w połączeniu z pirymetaminą; postać pozajelitowa w leczeniu ciężkiej malarii; w postaci doodbytniczej tylko we wstępnym leczeniu ciężkiej malarii przed udzieleniem pomocy specjalistycznej                                            | 2002               | Nie                         |
| artezunat + amodiachina                                                                   | doustnie                              | 25 mg + 67,5 mg, 50 mg + 135 mg, 100 mg + 270 mg (dopuszczalne są inne połączenia, które zapewniają odpowiednią dawkę taką jak np. 153 mg lub 200 mg w postaci chlorowodorku amodiachiny z 50 mg artezunatu)                                                                                          | 2011               | Nie                         |
| artezunat + meflochina                                                                    | doustnie                              | 25 mg + 55 mg, 100 mg + 220 mg | 2013               | Nie                         |
| artezunat + pyronarydyna                                                                  | doustnie                              | nie powinien być stosowany u dzieci poniżej 5 kg m.c. | 2013               | Nie                         |
| chinina                                                                                   | wstrzyknięcie, doustnie               | leczenie ciężkiej malarii w skojarzeniu z doksycykliną | 1977               | Nie                         |
| chlorochina                                                                               | doustnie                              | leczenie zakażeń wywołanych przez zarodźca ruchliwego (Plasmodium vivax) | 1977               | Tak                         |
| dihydroartemizyna + piperachina                                                           | doustnie                              | może być stosowany u dzieci powyżej 5 kg m.c. | 2017               | Tak                         |
| doksycyklina                                                                              | doustnie                              | leczenie skojarzone z chininą | 1997               | Tak                         |
| meflochina                                                                                | doustnie                              | leczenie skojarzone z artezunatem 50 mg | 1988               | Nie                         |
| prymachina                                                                                | doustnie                              | tylko w eradykacji zarodźca ruchliwego (Plasmodium vivax) oraz zarodźca owalnego (Plasmodium ovale) przez 14 dni | 1977               | Nie                         |
| sulfadoksyna + pirymetamina                                                               | doustnie                              | leczenie skojarzone z artezunatem 50 mg | 1979               | Nie                         |
| 6.5.3.2 Leki stosowane w profilaktyce malarii                                             |                                       | |                    |                             |
| amodiachina + sulfadoksyna + pirymetamina                                                 | doustnie                              | 76,5 mg (chlorowodowek amodiachiny) + 250 mg + 12,5 mg, 153 mg (chlorowodowek amodiachiny) + 500 mg + 25 mg | 2019               | Nie                         |
| chlorochina                                                                               | doustnie                              | profilaktyka zakażeń wywołanych przez zarodźca ruchliwego (Plasmodium vivax) w krajach Ameryki Centralnej | 1988               | Tak                         |
| doksycyklina                                                                              | doustnie                              | może być stosowana u dzieci powyżej 8 roku życia | 2000               | Tak                         |
| meflochina                                                                                | doustnie                              | może być stosowany u dzieci powyżej 3 miesiąca życia lub 5 kg m.c. | 1995               | Nie                         |
| prokwanil                                                                                 | doustnie                              | leczenie skojarzone z chlorochiną | 1988               | Nie                         |
| sulfadoksyna + pirymetamina                                                               | doustnie                              | 250 mg + 12,5 mg, 500 mg + 25 mg | 2019               | Nie                         |
| 6.5.4 Leki stosowane w leczeniu pneumocystozy i toksoplazmozy                             |                                       | |                    |                             |
| pirymetamina                                                                              | doustnie                              | | 1998               | Nie                         |
| sulfadiazyna                                                                              | doustnie                              | | 1977               | Nie                         |
| kotrimoksazol                                                                             | wstrzyknięcie, doustnie               | | 1998               | Tak                         |
| pentamidyna                                                                               | doustnie                              | | 1998               | Nie                         |
| 6.5.5 Leki stosowane w leczeniu trypanosomozy                                             |                                       | |                    |                             |
| 6.5.5.1 Leki stosowane w leczeniu śpiączki afrykańskiej                                   |                                       | |                    |                             |
| feksynidazol                                                                              | doustnie                              | leczenie pierwszego i drugiego stadium śpiączki afrykańskiej wywołanego przez świdrowca gambijskiego (Trypanosoma brucei gambiense) | 2019               | Nie                         |
| Leki stosowane w 1. stadium śpiączki afrykańskiej                                         |                                       | |                    |                             |
| pentamidyna                                                                               | wstrzyknięcie                         | leczenie zakażeń wywołanych przez świdrowca gambijskiego (Trypanosoma brucei gambiense) | 1977               | Nie                         |
| suramina                                                                                  | wstrzyknięcie                         | leczenie pierwszego rzutu zakażeń wywołanych przez świdrowca rodezyjskiego (Trypanosoma brucei rhodesiense) | 1979               | Nie                         |
| Leki stosowane w 2. stadium śpiączki afrykańskiej                                         |                                       | |                    |                             |
| eflornityna                                                                               | wstrzyknięcie                         | leczenie zakażeń wywołanych przez świdrowca gambijskiego (Trypanosoma brucei gambiense) | 1992               | Nie                         |
| melarsoprol                                                                               | wstrzyknięcie                         | | 1977               | Nie                         |
| nifurtymoks                                                                               | doustnie                              | tylko leczenie skojarzone z eflornityną zakażeń wywołanych przez świdrowca gambijskiego (Trypanosoma brucei gambiense) | 2009               | Nie                         |
| melarsoprol                                                                               | wstrzyknięcie                         | | 2011               | Nie                         |
| 6.5.5.2 Leki stosowane w leczeniu choroby Chagasa                                         |                                       | |                    |                             |
| benznidazol                                                                               | doustnie                              | | 1988               | Nie                         |
| nifurtymoks                                                                               | doustnie                              | | 1977               | Nie                         |
| 6.6 Leki stosowane w leczeniu pasożytów zewnętrznych                                      |                                       | |                    |                             |
| iwermektyna                                                                               | doustnie                              | | 2019               | Tak                         |

### Leki stosowane w migrenie
| Nazwa leku                                        | Droga podania | Wskazanie i uwagi wg WHO                   | Rok wpisu na listę | Rejestracja w Polsce (2022) |
| ------------------------------------------------- | ------------- | ------------------------------------------ | ------------------ | --------------------------- |
| 7.1 Leki stosowane w leczeniu napadów migreny     |               |                                            |                    |                             |
| kwas acetylosalicylowy                            | doustnie      |                                            | 1988               | Tak                         |
| ibuprofen                                         | doustnie      |                                            | 2007               | Tak                         |
| paracetamol                                       | doustnie      | w postaci roztworu doustnego oraz tabletek | 1988               | Tak                         |
| sumatryptan                                       | doustnie      |                                            | 2021               | Tak                         |
| 7.2 Leki stosowane w profilaktyce napadów migreny |               |                                            |                    |                             |
| propranolol                                       | doustnie      |                                            | 1988               | Tak                         |

### Leki immunomodulujące i przeciwnowotworowe
| Nazwa leku                                                             | Droga podania           | Wskazanie i uwagi wg WHO | Rok wpisu na listę | Rejestracja w Polsce (2022) |
| ---------------------------------------------------------------------- | ----------------------- | --- | ------------------ | --------------------------- |
| 8.1 Leki immunomodulujące stosowane w chorobach innych niż nowotworowe |                         | |                    |                             |
| adalimumab                                                             | wstrzyknięcie           | alternatywie mogą być stosowane certolizumab pegol, etanercept, golimumab oraz infliksymab, a także leki biopodobne o odpowiedniej jakości | 2019               | Tak                         |
| azatiopryna                                                            | wstrzyknięcie, doustnie | | 2002               | Tak                         |
| cyklosporyna                                                           | wstrzyknięcie, doustnie | | 1992               | Tak                         |
| takrolimus                                                             | wstrzyknięcie, doustnie | | 2021               | Tak                         |
| 8.2 Leki przeciwnowotworowe i wspomagające                             |                         | |                    |                             |
| 8.2.1 Leki cytostatyczne                                               |                         | |                    |                             |
| arabinozyd cytozyny                                                    | wstrzyknięcie           | ostra białaczka szpikowa, ostra białaczka limfoblastyczna, ostra białaczka promielocytowa, chłoniak Burkitta | 1979               | Tak                         |
| asparaginaza                                                           | wstrzyknięcie           | ostra białaczka limfoblastyczna | 1995               | Tak                         |
| bendamustyna                                                           | wstrzyknięcie           | chłoniak grudkowy, przewlekłe białaczki limfatyczne | 2015               | Tak                         |
| bleomycyna                                                             | wstrzyknięcie           | chłoniak Hodgkina, mięsak Kaposiego, nowotwór zarodkowy jajnika, nowotwór zarodkowy jądra | 1977               | Tak                         |
| chlorambucyl                                                           | doustnie                | przewlekłe białaczki limfatyczne | 1999               | Tak                         |
| cisplatyna                                                             | wstrzyknięcie           | rak szyjki macicy, nowotwory głowy i szyi (lek zwiększający wrażliwość tkanek na napromienianie), glejak o niskim stopniu złośliwości, rak jamy nosowo-gardłowej (lek zwiększający wrażliwość tkanek na napromienianie), rak niedrobnokomórkowy płuca, kostniakomięsak, nowotwór zarodkowy jajnika, nowotwór zarodkowy jądra                                             | 2015               | Tak                         |
| cyklofosfamid                                                          | wstrzyknięcie           | przewlekła białaczka limfatyczna, chłoniak rozlany z dużych komórek B, wczesne stadium raka piersi, ciążowa choroba trofoblastyczna, chłoniak Hodgkina, chłoniak grudkowy, mięśniakomięsak prążkowanokomórkowy, mięsak Ewinga, ostra białaczka limfoblastyczna, chłoniak Burkitta, rozsiany rak piersi, szpiczak mnogi, glejak o niskim stopniu złośliwości, guz Wilmsa, | 2015               | Tak                         |
| dakarbazyna                                                            | wstrzyknięcie           | chłoniak Hodgkina | 1990               | Tak                         |
| daktynomycyna                                                          | wstrzyknięcie           | ciążowa choroba trofoblastyczna, mięśniakomięsak prążkowanokomórkowy, guz Wilmsa, mięsak Ewinga | 1985               | Nie                         |
| daunorubicyna                                                          | wstrzyknięcie           | ostra białaczka szpikowa, ostra białaczka limfoblastyczna, ostra białaczka promielocytowa | 2000               | Nie                         |
| docetaksel                                                             | wstrzyknięcie           | wczesne stadium raka piersi, rozsiany rak piersi, rozsiany rak gruczołu krokowego | 2011               | Tak                         |
| doksorubicyna                                                          | wstrzyknięcie           | chłoniak rozlany z dużych komórek B, wczesne stadium raka piersi, chłoniak Hodgkina, mięsak Kaposiego, chłoniak grudkowy, rozsiany rak piersi, kostniakomięsak, mięsak Ewinga, ostra białaczka limfoblastyczna, guz Wilmsa, chłoniak Burkitta, szpiczak mnogi | 1977               | Tak                         |
| etopozyd                                                               | wstrzyknięcie, doustnie | ostra białaczka limfoblastyczna, ostra białaczka szpikowa, chłoniak Burkitta, mięsak Ewinga, ciążowa choroba trofoblastyczna, chłoniak Hodgkina, guz Wilmsa, rak niedrobnokomórkowy płuca, kostniakomięsak, nowotwór zarodkowy jajnika, siatkówczak, nowotwór zarodkowy jądra                                                                                            | 1985               | Tak                         |
| fludarabina                                                            | wstrzyknięcie, doustnie | przewlekłe białaczki limfatyczne | 2015               | Tak                         |
| fluorouracyl                                                           | wstrzyknięcie           | wczesne stadium raka piersi, wczesne stadium raka okrężnicy, wczesne stadium raka odbytnicy, rozsiany rak jelita grubego, rak jamy nosowo-gardłowej | 1977               | Tak                         |
| folinian wapnia                                                        | wstrzyknięcie, doustnie | ciążowa choroba trofoblastyczna, chłoniak Burkitta, wczesne stadium raka okrężnicy, wczesne stadium raka odbytnicy, rozsiany rak jelita grubego, kostniakomięsak | 1977               | Tak                         |
| gemcytabina                                                            | wstrzyknięcie           | rak nabłonkowy jajnika, rak niedrobnokomórkowy płuca | 2015               | Tak                         |
| hydroksykarbamid                                                       | doustnie                | przewlekła białaczka szpikowa | 2009               | Tak                         |
| ifosfamid                                                              | wstrzyknięcie           | chłoniak Burkitta, mięsak Ewinga, guz Wilmsa, nowotwór zarodkowy jajnika, kostniakomięsak, mięśniakomięsak prążkowanokomórkowy, nowotwór zarodkowy jądra | 2009               | Tak                         |
| irynotekan                                                             | doustnie                | rozsiany rak jelita grubego, guz Wilmsa, mięśniakomięsak prążkowanokomórkowy | 2015               | Tak                         |
| kapecytabina                                                           | doustnie                | wczesne stadium raka okrężnicy, wczesne stadium raka odbytnicy, rozsiany rak piersi, rozsiany rak jelita grubego | 2015               | Tak                         |
| karboplatyna                                                           | wstrzyknięcie           | rak szyjki macicy, wczesne stadium raka piersi, rak nabłonkowy jajnika, nowotwory głowy i szyi (lek zwiększający wrażliwość tkanek na napromienianie), glejak o niskim stopniu złośliwości, rak jamy nosowo-gardłowej, guz Wilmsa, rak niedrobnokomórkowy płuca, kostniakomięsak, nowotwór zarodkowy jajnika, siatkówczak, nowotwór zarodkowy jądra                      | 2009               | Tak                         |
| melfalan                                                               | wstrzyknięcie           | szpiczak mnogi | 2019               | Tak                         |
| merkaptopuryna                                                         | doustnie                | ostra białaczka limfoblastyczna, ostra białaczka promielocytowa | 1985               | Tak                         |
| metotreksat                                                            | doustnie                | ostra białaczka limfoblastyczna, ostra białaczka promielocytowa, chłoniak Burkitta, wczesne stadium raka piersi, ciążowa choroba trofoblastyczna, kostniakomięsak | 2021               | Tak                         |
| oksaliplatyna                                                          | wstrzyknięcie           | wczesne stadium raka okrężnicy, rozsiany rak jelita grubego | 2015               | Tak                         |
| paklitaksel                                                            | wstrzyknięcie           | rak szyjki macicy, rak nabłonkowy jajnika, wczesne stadium raka piersi, rozsiany rak piersi, mięsak Kaposiego, rak jamy nosowo-gardłowej, rak niedrobnokomórkowy płuca, nowotwór zarodkowy jajnika | 2011               | Tak                         |
| pegaspargaza                                                           | wstrzyknięcie           | ostra białaczka limfatyczna (łącznie z lekami biopodobnymi dobrej jakości) | 2019               | Tak                         |
| preparat Realgar–Indigo naturalis                                      | doustnie                | ostra białaczka promielocytowa | 1979               | Tak                         |
| prokarbazyna                                                           | doustnie                | chłoniak Hodgkina | 1979               | Tak                         |
| tioguanina                                                             | doustnie                | ostra białaczka limfoblastyczna | 2011               | Tak                         |
| tritlenek diarsenu                                                     | wstrzyknięcie           | ostra białaczka promielocytowa | 2019               | Tak                         |
| winblastyna                                                            | wstrzyknięcie           | chłoniak Hodgkina, mięsak Kaposiego, glejak o niskim stopniu złośliwości, nowotwór zarodkowy jajnika, nowotwór zarodkowy jądra | 1985               | Tak                         |
| winkrystyna                                                            | wstrzyknięcie           | ostra białaczka limfoblastyczna, chłoniak Burkitta, chłoniak rozlany z dużych komórek B, mięsak Ewinga, chłoniak grudkowy, ciążowa choroba trofoblastyczna, chłoniak Hodgkina, mięsak Kaposiego, glejak o niskim stopniu złośliwości, guz Wilmsa, siatkówczak, mięśniakomięsak prążkowanokomórkowy                                                                       | 1977               | Tak                         |
| winorelbina                                                            | wstrzyknięcie           | rak niedrobnokomórkowy płuca, rozsiany rak piersi, mięśniakomięsak prążkowanokomórkowy | 2015               | Tak                         |
| 8.2.2 Terapie celowane                                                 |                         | |                    |                             |
| bortezomib                                                             | wstrzyknięcie           | szpiczak mnogi | 2019               | Tak                         |
| dasatynib                                                              | wstrzyknięcie           | oporna na leczenie imatynibem przewlekła białaczka szpikowa | 2017               | Tak                         |
| erlotynib                                                              | wstrzyknięcie           | zaawansowany rak niedrobnokomórkowy płuca z nadekspresją genu receptora EGF, mogą być również stosowane gefitynib i afatynib | 2019               | Tak                         |
| ewerolimus                                                             | doustnie                | gwiaździak podwyściółkowy olbrzymiokomórkowy | 2021               | Tak                         |
| ibrutynib                                                              | doustnie                | wznowa lub nawrotowe przewlekłe białaczki limfatyczne | 2021               | Tak                         |
| imatynib                                                               | doustnie                | przewlekła białaczka szpikowa, nowotwory podścieliskowe przewodu pokarmowego, ostra białaczka limfoblastyczną z obecnością chromosomu Philadelphia | 2015               | Tak                         |
| nilotynib                                                              | wstrzyknięcie, doustnie | oporna na leczenie imatynibem przewlekła białaczka szpikowa | 2017               | Tak                         |
| rytuksymab                                                             | wstrzyknięcie           | chłoniak rozlany z dużych komórek B, przewlekłe białaczki limfatyczne, chłoniak grudkowy (łącznie z lekami biopodobnymi dobrej jakości) | 2015               | Tak                         |
| trastuzumab                                                            | wstrzyknięcie           | wczesne stadium raka piersi ze stwierdzaną nadekspresją receptora HER2, rozsiany rak piersi ze stwierdzaną nadekspresją receptora HER2 | 2015               | Tak                         |
| tretynoina                                                             | doustnie                | ostra białaczka promielocytowa | 2015               | Tak                         |
| 8.2.3 Leki immunomodulujące                                            |                         | |                    |                             |
| filgrastym                                                             | wstrzyknięcie           | pierwotna profilaktyka u pacjentów z wysokim ryzykiem gorączki neutropenicznej po mielotoksycznej chemioterapii, wtórna profilaktyka u pacjentów z przebytą neutropenią po mielotoksycznej chemioterapii, umożliwienie podania chemioterapii gęstej dawki (łącznie z lekami biopodobnymi dobrej jakości)                                                                 | 2017               | Tak                         |
| lenalidomid                                                            | doustnie                | szpiczak mnogi | 2019               | Tak                         |
| niwolumab                                                              | wstrzyknięcie           | rozsiany czerniak, alternatywnie może być również zastosowany pembrolizumab (łącznie z lekami biopodobnymi dobrej jakości) | 2019               | Tak                         |
| talidomid                                                              | doustnie                | szpiczak mnogi | 2019               | Tak                         |
| 8.2.4 Hormony i antagonisty hormonów                                   |                         | |                    |                             |
| abirateron                                                             | doustnie                | rozsiany rak gruczołu krokowego oporny na kastrację, alternatywnie może być również zastosowany enzalutamid | 2019               | Tak                         |
| anastrozol                                                             | doustnie                | wczesne stadium raka piersi, rozsiany rak piersi, alternatywnie mogą być stosowane inne inhibitory aromatazy z grupy L02BG w klasyfikacji ATC | 2015               | Tak                         |
| bikalutamid                                                            | doustnie                | rozsiany rak gruczołu krokowego, alternatywnie mogą być stosowane flutamid oraz nilutamid | 2015               | Tak                         |
| deksametazon                                                           | wstrzyknięcie, doustnie | ostra białaczka limfoblastyczna, chłoniak Burkitta, szpiczak mnogi | 2003               | Tak                         |
| hydrokortyzon                                                          | wstrzyknięcie           | ostra białaczka limfoblastyczna, chłoniak Burkitta | 2003               | Tak                         |
| leuprorelina                                                           | wstrzyknięcie           | wczesne stadium raka piersi, rozsiany rak gruczołu krokowego, alternatywnie mogą być stosowane goserelina lub tryptorelina | 2015               | Tak                         |
| metyloprednizolon                                                      | wstrzyknięcie           | ostra białaczka limfoblastyczna, chłoniak Burkitta | 2011               | Tak                         |
| prednizolon                                                            | doustnie                | ostra białaczka limfoblastyczna, chłoniak Burkitta, przewlekłe białaczki limfatyczne, chłoniak rozlany z dużych komórek B, chłoniak grudkowy, chłoniak Hodgkina, rozsiany rak gruczołu krokowego oporny na kastrację, szpiczak mnogi, alternatywnie może być stosowany prednizon                                                                                         | 1985               | Tak                         |
| tamoksyfen                                                             | doustnie                | wczesne stadium raka piersi, rozsiany rak piersi | 2011               | Tak                         |
| 8.2.5 Leczenie wspomagające                                            |                         | |                    |                             |
| allopurynol                                                            | doustnie                | zespół rozpadu guza | 2009               | Tak                         |
| kwas zoledronowy                                                       | doustnie                | zapobieganie powikłaniom kostnym podczas choroby nowotworowej | 2017               | Tak                         |
| mesna                                                                  | wstrzyknięcie, doustnie | chłoniak Burkitta, mięsak Ewinga, guz Wilmsa, nowotwór zarodkowy jajnika, kostniakomięsak, mięśniakomięsak prążkowanokomórkowy, nowotwór zarodkowy jądra | 2009               | Tak                         |
| rasburykaza                                                            | wstrzyknięcie           | zespół rozpadu guza | 2021               | Tak                         |

### Lekiprzeciwparkinsonowskie
| Nazwa leku           | Droga podania           | Wskazanie i uwagi wg WHO                                 | Rok wpisu na listę | Rejestracja w Polsce (2022) |
| -------------------- | ----------------------- | -------------------------------------------------------- | ------------------ | --------------------------- |
| biperyden            | wstrzyknięcie, doustnie | alternatywnie może być stosowany triheksyfenidyl         | 1977               | Tak                         |
| lewodopa + karbidopa | doustnie                | alternatywnie może być stosowany za karbidopę benserazyd | 1977               | Tak                         |

### Leki wpływające na krew i układ krwiotwórczy
| Nazwa leku                                      | Droga podania                   | Wskazanie i uwagi wg WHO | Rok wpisu na listę | Rejestracja w Polsce (2022) |
| ----------------------------------------------- | ------------------------------- | --- | ------------------ | --------------------------- |
| 10.1 Leki stosowane w niedokrwistości           |                                 | |                    |                             |
| siarczan żelaza(II)                             | doustnie                        | | 1977               | Tak                         |
| siarczan żelaza(II) + kwas foliowy              | doustnie                        | suplement diety stosowany w ciąży | 1985               | Tak                         |
| kwas foliowy                                    | doustnie                        | w okresie przedkoncepcyjnym oraz w pierwszych tygodniach ciąży w celu redukcji prawdopodobieństwa wystąpienia wad cewy nerwowej u płodu                                | 1977               | Tak                         |
| hydroksykobalamina                              | doustnie                        | | 1977               | Tak                         |
| czynniki stymulujące erytropoezę                | wstrzyknięcie                   | epoetyna alfa, epoetyna beta, epoetyna teta, darbepoetyna alfa, glikol metoksypolietylenowy epoetyny beta oraz odpowiadające im leki biopodobne o odpowiedniej jakości | 2017               | Tak                         |
| 10.2 Leki przeciwzakrzepowe i przeciwkrwotoczne |                                 | |                    |                             |
| dabigatran                                      | wstrzyknięcie                   | alternatywnie może być stosowany apiksaban, edoksaban lub rywaroksaban                                                                                                 | 2019               | Tak                         |
| enoksaparyna                                    | wstrzyknięcie                   | alternatywnie może być stosowana nadroparyna lub dalteparyna | 2015               | Tak                         |
| heparyna                                        | wstrzyknięcie                   | | 1977               | Tak                         |
| fitomenadion                                    | wstrzyknięcie, doustnie         | | 1979               | Tak                         |
| kwas traneksamowy                               | wstrzyknięcie                   | | 2011               | Tak                         |
| siarczan protaminy                              | wstrzyknięcie                   | | 1979               | Tak                         |
| warfaryna                                       | doustnie                        | | 1977               | Tak                         |
| desmopresyna                                    | wstrzyknięcie, aerozol donosowy | | 2015               | Tak                         |
| heparyna                                        | wstrzyknięcie                   | | 2009               | Tak                         |
| siarczan protaminy                              | wstrzyknięcie                   | | 2009               | Tak                         |
| warfaryna                                       | doustnie                        | | 2009               | Tak                         |
| 10.3 Leki stosowane w hemoglobinopatiach        |                                 | |                    |                             |
| deferoksamina                                   | wstrzyknięcie                   | alternatywnie może być stosowany deferazyroks w postaci doustnej | 2011               | Tak                         |
| hydroksykarbamid                                | doustnie                        | | 2011               | Tak                         |

### Preparaty krwiopochodne pochodzenia ludzkiego i preparaty krwiozastępcze
| Nazwa leku                                    | Droga podania | Wskazanie i uwagi wg WHO | Rok wpisu na listę | Rejestracja w Polsce (2022) |
| --------------------------------------------- | ------------- | --- | ------------------ | --------------------------- |
| 11.1 Preparaty krwiopochodne                  |               | |                    |                             |
| świeżo mrożone osocze                         |               | |                    | Tak                         |
| osocze bogatopłytkowe                         |               | |                    | Tak                         |
| koncentrat krwinek czerwonych                 |               | |                    | Tak                         |
| krew pełna konserwowana                       |               | |                    | Tak                         |
| 11.2 Osoczopochodne produkty lecznicze        |               | |                    |                             |
| 11.2.1 Ludzkie immunoglobuliny                |               | |                    |                             |
| immunoglobulina anty–Rh0 (D)                  | wstrzyknięcie | | 2015               | Tak                         |
| surowica przeciw wściekliźnie                 | wstrzyknięcie | | 2015               | Tak                         |
| immunoglobulina przeciwtężcowa ludzka         | wstrzyknięcie | | 2015               | Tak                         |
| immunoglobulina ludzka                        | wstrzyknięcie | w podaniach domięśniowych i podskórnych zalecany w pierwotnych niedoborach odporności. w podaniach dożylnych zalecany w pierwotnych niedoborach odporności oraz chorobie Kawasakiego | 2007               | Tak                         |
| 11.2.2 Koncentraty czynników krzepnięcia krwi |               | |                    |                             |
| koncentrat czynnika VII                       | wstrzyknięcie | | 1979               | Tak                         |
| koncentrat czynnika IX                        | wstrzyknięcie | | 1979               | Tak                         |
| 11.2.3 Preparaty krwiozastępcze               |               | |                    |                             |
| dekstran 70                                   | wstrzyknięcie | alternatywnie może być stosowana poligelina | 1977               | Tak                         |

### Leki stosowane w chorobachukładu sercowo-naczyniowego
| Nazwa leku                                | Droga podania           | Wskazanie i uwagi wg WHO | Rok wpisu na listę | Rejestracja w Polsce (2022) |
| ----------------------------------------- | ----------------------- | --- | ------------------ | --------------------------- |
| 12.1 Leki przeciwdławicowe                |                         | |                    |                             |
| bisoprolol                                | doustnie                | alternatywnie może być stosowany metoprolol lub karwedilol | 2011               | Tak                         |
| nitrogliceryna                            | podjęzykowo             | | 1977               | Tak                         |
| diazotan izosorbidu                       | podjęzykowo             | | 1977               | Tak                         |
| werapamil                                 | doustnie                | | 1983               | Tak                         |
| 12.2 Leki przeciwarytmiczne               |                         | |                    |                             |
| bisoprolol                                | doustnie                | alternatywnie może być stosowany metoprolol lub karwedilol | 2011               | Tak                         |
| digoksyna                                 | wstrzyknięcie, doustnie | | 1998               | Tak                         |
| adrenalina                                | wstrzyknięcie           | | 1998               | Tak                         |
| lidokaina                                 | wstrzyknięcie           | | 1977               | Tak                         |
| werapamil                                 | wstrzyknięcie, doustnie | | 1988               | Tak                         |
| amiodaron                                 | wstrzyknięcie, doustnie | | 2009               | Tak                         |
| 12.3 Leki hipotensyjne                    |                         | |                    |                             |
| amlodypina                                | doustnie                | alternatywnie mogą być stosowane inne pochodne dihydropirydyny z grupy C08CA w klasyfikacji ATC | 2005               | Tak                         |
| bisoprolol                                | doustnie                | alternatywnie mogą być stosowane atenolol, metoprolol lub karwedilol, atenolol nie powinien być stosowany jako leczenie pierwszego rzutu w niepowikłanym nadciśnieniu tętniczym u pacjentów powyżej 60 roku życia                                                     | 2011               | Tak                         |
| enalapryl                                 | doustnie                | alternatywnie mogą być stosowane inne inhibitory konwertazy angiotensyny z grupy C09AA w klasyfikacji ATC | 2003               | Tak                         |
| hydralazyna                               | wstrzyknięcie, doustnie | przeznaczona do stosowania tylko w ciężkim nadciśnieniu tętniczym w ciąży, nie powinna być stosowana w pierwotnym nadciśnieniu tętniczym z powodu udowodnionej większej skuteczności i bezpieczeństwa innych leków                                                    | 1977               | Nie                         |
| hydrochlorotiazyd                         | doustnie                | alternatywnie mogą być stosowane chlorotiazyd, chlortalidon lub indapamid | 1977               | Tak                         |
| lizynopryl + amlodypina                   | doustnie                | 10 mg + 5 mg, 20 mg + 5 mg, 20 mg + 10 mg, alternatywnie za lizynopryl mogą być stosowane inne inhibitory konwertazy angiotensyny z grupy C09AA w klasyfikacji ATC, natomiast za amlodypinę inne pochodne dihydropirydyny z grupy C08CA w klasyfikacji ATC            | 2019               |                             |
| lizynopryl + hydrochlorotiazyd            | doustnie                | 10 mg + 12,5 mg, 20 mg + 12,5 mg, 20 mg + 25 mg, alternatywnie za lizynopryl mogą być stosowane inne inhibitory konwertazy angiotensyny z grupy C09AA w klasyfikacji ATC, natomiast za hydrochlorotiazyd mogą być stosowane chlorotiazyd, chlortalidon lub indapamid. | 2019               |                             |
| losartan                                  | doustnie                | alternatywnie mogą być stosowane inne antagonisty receptora angiotensyny II z grupy C09CA w klasyfikacji ATC | 2017               | Tak                         |
| metyldopa                                 | doustnie                | przeznaczona do stosowania tylko w ciężkim nadciśnieniu tętniczym w ciąży, nie powinna być stosowana w pierwotnym nadciśnieniu tętniczym z powodu udowodnionej większej skuteczności i bezpieczeństwa innych leków                                                    | 1998               | Tak                         |
| telmisartan + amlodypina                  | doustnie                | 40 mg + 5 mg, 80 mg + 5 mg, 80 mg + 10 mg, alternatywnie mogą być stosowane inne antagonisty receptora angiotensyny II z grupy C09CA w klasyfikacji ATC natomiast za amlodypinę inne pochodne dihydropirydyny z grupy C08CA w klasyfikacji ATC                        | 2019               | 2019                        |
| telmisartan + hydrochlorotiazyd           | doustnie                | 40 mg + 12,5 mg, 80 mg + 12,5 mg, 80 mg + 25 mg, alternatywnie mogą być stosowane inne antagonisty receptora angiotensyny II z grupy C09CA w klasyfikacji ATC natomiast za hydrochlorotiazyd mogą być stosowane chlorotiazyd, chlortalidon lub indapamid.             | 2019               |                             |
| nitroprusydek sodu                        | wstrzyknięcie           | | 1988               | Tak                         |
| 12.4 Leki stosowane w niewydolności serca |                         | |                    |                             |
| bisoprolol                                | doustnie                | alternatywnie może być stosowany metoprolol lub karwedilol | 2011               | Tak                         |
| digoksyna                                 | wstrzyknięcie, doustnie | | 1977               | Tak                         |
| enalapryl                                 | doustnie                | alternatywnie mogą być stosowane inne inhibitory konwertazy angiotensyny z grupy C09AA w klasyfikacji ATC | 2003               | Tak                         |
| furosemid                                 | wstrzyknięcie, doustnie | alternatywnie mogą być stosowane bumetanid lub torasemid | 2005               | Tak                         |
| hydrochlorotiazyd                         | doustnie                | alternatywnie mogą być stosowane chlorotiazyd, chlortalidon lub indapamid | 1988               | Tak                         |
| losartan                                  | doustnie                | alternatywnie mogą być stosowane inne antagonisty receptora angiotensyny II z grupy C09CA w klasyfikacji ATC | 2017               |                             |
| spironolakton                             | doustnie                | | 2013               | Tak                         |
| dopamina                                  | wstrzyknięcie           | | 1977               | Tak                         |
| 12.5 Leki przeciwzakrzepowe               |                         | |                    |                             |
| 12.5.1 Leki przeciwpłytkowe               |                         | |                    |                             |
| kwas acetylosalicylowy                    | doustnie                | | 1992               | Tak                         |
| klopidogrel                               | doustnie                | | 2015               | Tak                         |
| 12.5.2 Leki trombolityczne                |                         | |                    |                             |
| alteplaza                                 | wstrzyknięcie           | | 2019               | Tak                         |
| streptokinaza                             | wstrzyknięcie           | | 1992               | Tak                         |
| 12.6 Leki obniżające poziom lipidów       |                         | |                    |                             |
| simwastatyna                              | doustnie                | zalecana u pacjentów z grupy wysokiego ryzyka, alternatywnie mogą być stosowane atorwastatyna, fluwastatyna, lowastatyna oraz prawastatyna | 2007               | Tak                         |

### Leki dermatologiczne stosowane zewnętrznie
| Nazwa leku                                                | Droga podania | Wskazanie i uwagi wg WHO | Rok wpisu na listę | Rejestracja w Polsce (2022) |
| --------------------------------------------------------- | ------------- | --- | ------------------ | --------------------------- |
| 13.1 Leki przeciwgrzybicze                                |               | |                    |                             |
| mikonazol                                                 | zewnętrznie   | alternatywnie mogą być stosowane inne pochodne imidazolu i triazolu z grupy D01AC w klasyfikacji ATC                                                | 1977               | Tak                         |
| siarczek selenu                                           | zewnętrznie   | | 1990               | Tak                         |
| tiosiarczan sodu                                          | zewnętrznie   | | 1992               | Tak                         |
| terbinafina                                               | zewnętrznie   | | 2011               | Tak                         |
| 13.2 Leki stosowane w zakażeniach                         |               | |                    |                             |
| mupirocyna                                                | zewnętrznie   | | 2011               | Tak                         |
| nadmanganian potasu                                       | zewnętrznie   | roztwór wodny 1:10 000 | 1997               | Tak                         |
| sól srebrowa sulfadiazyny                                 | zewnętrznie   | może być stosowany u dzieci powyżej 2 miesiąca życia                                                                                                | 1988               | Tak                         |
| 12.3 Leki przeciwzapalne i przeciwświądowe                |               | |                    |                             |
| beklometazon                                              | zewnętrznie   | u noworodków jest wskazany hydrokortyzon, alternatywnie mogą być stosowane inne kortykosteroidy o słabym działaniu z grupy D07AC w klasyfikacji ATC | 1977               | Tak                         |
| kalamina                                                  | zewnętrznie   | | 1983               | Tak                         |
| hydrokortyzon                                             | zewnętrznie   | alternatywnie mogą być stosowane inne kortykosteroidy o słabym działaniu z grupy D07AC w klasyfikacji ATC                                           | 1977               | Tak                         |
| 13.4 Leki wpływające na różnicowanie i proliferację skóry |               | |                    |                             |
| nadtlenek benzoilu                                        | zewnętrznie   | | 1990               | Tak                         |
| dziegieć węglowy                                          | zewnętrznie   | | 1977               | Tak                         |
| fluorouracyl                                              | zewnętrznie   | | 1990               | Tak                         |
| kalcypotriol                                              | zewnętrznie   | alternatywnie mogą być stosowane kalcytriol oraz takalcytol                                                                                         | 2021               | Tak                         |
| kwas salicylowy                                           | zewnętrznie   | | 1979               | Tak                         |
| mocznik                                                   | zewnętrznie   | | 1997               | Tak                         |
| żywica Podophyllum                                        | zewnętrznie   | alternatywnie może być stosowana podofilotoksyna | 1985               | Tak                         |
| 13.5 Leki przeciwświerzbowe i przeciwwszawicze            |               | |                    |                             |
| benzoesan benzylu                                         | zewnętrznie   | może być stosowany u dzieci powyżej 2 roku życia, alternatywnie może być stosowana maść siarkowa                                                    | 1979               | Tak                         |
| permetryna                                                | zewnętrznie   | | 1977               | Tak                         |

### Środki diagnostyczne
| Nazwa leku                                 | Droga podania  | Wskazanie i uwagi wg WHO | Rok wpisu na listę | Rejestracja w Polsce (2022) |
| ------------------------------------------ | -------------- | ------------------------ | ------------------ | --------------------------- |
| 14.1 Leki do testów stosowane w okulistyce |                |                          |                    |                             |
| fluoresceina                               | krople do oczu |                          | 1979               | Tak                         |
| tropikamid                                 | krople do oczu |                          | 1988               | Tak                         |
| 14.2 Środki kontrastujące                  |                |                          |                    |                             |
| kwas diatrozowy                            | wstrzyknięcie  |                          | 1977               | Tak                         |
| siarczan baru                              | doustnie       |                          | 1977               | Tak                         |
| joheksol                                   | wstrzyknięcie  |                          | 1977               | Tak                         |
| siarczan baru                              | doustnie       |                          | 2009               | Tak                         |
| kwas jotroksowy                            | doustnie       |                          | 1985               | Nie                         |

### Środkiantyseptyczneidezynfekcyjne
| Nazwa leku                               | Droga podania | Wskazanie i uwagi wg WHO                                                               | Rok wpisu na listę | Rejestracja w Polsce (2022) |
| ---------------------------------------- | ------------- | -------------------------------------------------------------------------------------- | ------------------ | --------------------------- |
| 15.1 Środki antyseptyczne                |               |                                                                                        |                    |                             |
| chloroheksydyna                          | roztwór       |                                                                                        | 1979               | Tak                         |
| etanol                                   | roztwór       | alternatywnie może być stosowany propanol                                              | 2000               | Tak                         |
| jodopowidon                              | roztwór       | alternatywnie może być stosowana jodyna                                                | 1979               | Tak                         |
| 15.1 Środki dezyfekcyjne                 |               |                                                                                        |                    |                             |
| alkoholowy płyn do dezynfekcji skóry rąk | roztwór       |                                                                                        | 2015               | Tak                         |
| środki oparte na chlorze                 | roztwór       |                                                                                        | 1992               | Tak                         |
| chloroksylenol                           | roztwór       | alternatywnie mogą być stosowane inne pochodne fenolu z grupy D08AE w klasyfikacji ATC | 1998               | Tak                         |
| aldehyd glutarowy                        | roztwór       |                                                                                        | 1992               | Tak                         |

### Leki moczopędne
| Nazwa leku        | Droga podania           | Wskazanie i uwagi wg WHO                                                  | Rok wpisu na listę | Rejestracja w Polsce (2022) |
| ----------------- | ----------------------- | ------------------------------------------------------------------------- | ------------------ | --------------------------- |
| amiloryd          | doustnie                |                                                                           | 1979               | Tak                         |
| furosemid         | wstrzyknięcie, doustnie | alternatywnie mogą być stosowane bumetanid lub torasemid                  | 1977               | Tak                         |
| hydrochlorotiazyd | doustnie                | alternatywnie mogą być stosowane chlorotiazyd, chlortalidon lub indapamid | 1977               | Tak                         |
| mannitol          | wstrzyknięcie           |                                                                           | 1988               | Tak                         |
| spironolakton     | doustnie                |                                                                           | 1977               | Tak                         |
| hydrochlorotiazyd | doustnie                | alternatywnie mogą być stosowane chlorotiazyd lub chlortalidon            | 2009               | Tak                         |
| mannitol          | wstrzyknięcie           |                                                                           | 2009               | Tak                         |
| spironolakton     | doustnie                |                                                                           | 2009               | Tak                         |

### Leki stosowane w chorobachprzewodu pokarmowego
| Nazwa leku                                 | Droga podania           | Wskazanie i uwagi wg WHO | Rok wpisu na listę | Rejestracja w Polsce (2022) |
| ------------------------------------------ | ----------------------- | --- | ------------------ | --------------------------- |
| enzymy trzustkowe                          | doustnie                | skład i dawki poszczególnych składników dostosowane do wieku, zawierające w składzie lipazę, proteazę i amylazę | 2009               | Tak                         |
| 17.1 Leki stosowane w chorobie wrzodowej   |                         | |                    |                             |
| omeprazol                                  | wstrzyknięcie, doustnie | alternatywnie mogą być stosowane inne inhibitory pompy protonowej z grupy A02BC w klasyfikacji ATC | 2009               | Tak                         |
| ranitydyna                                 | wstrzyknięcie, doustnie | alternatywnie mogą być stosowane inne antagonisty receptora H2 z grupy A02BA w klasyfikacji ATC | 2003               | Tak                         |
| 17.2 Leki przeciwwymiotne                  |                         | |                    |                             |
| deksametazon                               | wstrzyknięcie, doustnie | | 2009               | Tak                         |
| metoklopramid                              | wstrzyknięcie, doustnie | nie powinien być stosowany u noworodków | 1985               | Tak                         |
| ondansetron                                | wstrzyknięcie, doustnie | może być stosowany u dzieci powyżej 1 miesiąca życia, alternatywnie mogą być stosowane dolasetron, granisetron, palonosetron oraz tropisetron | 2009               | Tak                         |
| aprepitant                                 | doustnie                | | 2019               | Tak                         |
| 17.3 Leki przeciwzapalne                   |                         | |                    |                             |
| sulfasalazyna                              | doodbytniczo, doustnie  | może być stosowany u dzieci powyżej 1 miesiąca życia, alternatywnie może być stosowana mesalazyna | 2009               | Tak                         |
| hydrokortyzon                              | doodbytniczo            | | 1988               | Tak                         |
| prednizolon                                | doodbytniczo            | | 2021               | Tak                         |
| 17.4 Środki przeczyszczające               |                         | |                    |                             |
| senna alexandrina                          | doustnie                | alternatywnie może być stosowany bisakodyl | 1988               | Tak                         |
| 17.5 Leki stosowane w biegunce             |                         | |                    |                             |
| doustny płyn nawadniający + siarczan cynku | doustnie                | opakowanie zbiorcze zawierające doustny płyn nawadniający w proszku do rozpuszczenia i siarczan cynku 20 mg do bezpośredniego podania doustnego | 2019               |                             |
| 17.5.1 Nawadnianie doustne                 |                         | |                    |                             |
| doustny płyn nawadniający                  | doustnie                | Proszek do rozpuszczania w 200 ml, 500 ml, 1000 ml o składzie: \| glukoza \| 75 mEq \| \| sód \| 75 mEq \| \| chlor \| 65 mEq \| \| potas \| 20 mEq \| \| cytrynian \| 10 mmol/l \| \| osmolarność \| 245 mOsm/L \| \| glukoza \| 13,5 g/l \| \| chlorek sodu \| 2,6 g/l \| \| chlorek potasu \| 1,5 g/l \| \| cytrynian trójsodowy dwuwodny \| 2,9 g/l \| cytrynian trójsodowy dwuwodny może zostać zastąpiony przez wodorowęglan sodu (2,5 g/l), jednakże w warunkach strefy międzyzwrotnikowej roztwór taki jest niestabilny i jest zalecany jedynie w sytuacji kiedy jest przygotowywany do natychmiastowego użycia | 1977               | Tak                         |
| 17.5.2 Leki przeciwbiegunkowe              |                         | |                    |                             |
| siarczan cynku                             | doustnie                | w ostrej biegunce siarczan cynku powinien być stosowany jako uzupełnienie dla doustnego płynu nawadniającego | 2005               | Nie                         |
| glukoza                                    | 75 mEq                  | |                    |                             |
| sód                                        | 75 mEq                  | |                    |                             |
| chlor                                      | 65 mEq                  | |                    |                             |
| potas                                      | 20 mEq                  | |                    |                             |
| cytrynian                                  | 10 mmol/l               | |                    |                             |
| osmolarność                                | 245 mOsm/L              | |                    |                             |
| glukoza                                    | 13,5 g/l                | |                    |                             |
| chlorek sodu                               | 2,6 g/l                 | |                    |                             |
| chlorek potasu                             | 1,5 g/l                 | |                    |                             |
| cytrynian trójsodowy dwuwodny              | 2,9 g/l                 | |                    |                             |

### Leki stosowane chorobachukładu hormonalnego
| Nazwa leku                                        | Droga podania | Wskazanie i uwagi wg WHO | Rok wpisu na listę | Rejestracja w Polsce (2022) |
| ------------------------------------------------- | ------------- | --- | ------------------ | --------------------------- |
| 18.1 Naturalne i syntetyczne hormony nadnerczy    |               | |                    |                             |
| fludrokortyzon                                    | doustnie      | | 2009               | Tak                         |
| hydrokortyzon                                     | wstrzyknięcie | | 2009               | Tak                         |
| 18.2 Androgeny                                    |               | |                    |                             |
| testosteron                                       | wstrzyknięcie | | 1977               | Tak                         |
| 18.3 Estrogeny                                    |               | |                    |                             |
| Kategoria pusta                                   |               | |                    |                             |
| 18.4 Progestageny                                 |               | |                    |                             |
| medroksyprogesteron                               | doustnie      | alternatywnie mogą być stosowanynoretysteron | 1995               | Tak                         |
| 18.5 Leki stosowane w cukrzycy                    |               | |                    |                             |
| 18.5.1 Insuliny                                   |               | |                    |                             |
| insuliny krótko działające                        | wstrzyknięcie | łącznie z lekami biopodobnymi dobrej jakości | 1977               | Tak                         |
| insuliny o pośrednim czasie działania             | wstrzyknięcie | insulina izofanowa oraz zawiesina insuliny cynkowej (łącznie z lekami biopodobnymi dobrej jakości)                                                                                | 1985               | Tak                         |
| analogi insuliny o długim czasie działania        | wstrzyknięcie | alternatywnie mogą być stosowane insulina degludec, insulina detemir oraz insulina glargine (łącznie z lekami biopodobnymi dobrej jakości)                                        | 1977               | Tak                         |
| 18.5.2 Doustne leki stosowane w cukrzycy          |               | |                    |                             |
| empagliflozyna                                    | doustnie      | alternatywnie mogą być stosowane kanagliflozyna oraz dapagliflozyna | 2013               | Tak                         |
| gliklazyd                                         | doustnie      | alternatywnie mogą być stosowane inne pochodne sulfonylomocznika z grupy A10BB w klasyfikacji ATC, natomiast glibenklamid nie powinien być stosowany u osób powyżej 60 roku życia | 2013               | Tak                         |
| metformina                                        | doustnie      | | 1998               | Tak                         |
| metformina                                        | doustnie      | | 2009               | Tak                         |
| 18.6 Leki stosowane w hipoglikemii                |               | |                    |                             |
| glukagon                                          | wstrzyknięcie | | 2011               | Tak                         |
| diazoksyd                                         | doustnie      | | 2019               | Nie                         |
| 18.7 Hormony tarczycy oraz leki przeciwtarczycowe |               | |                    |                             |
| lewotyroksyna                                     | doustnie      | tabletki 25 μg, 50 μg oraz 100 μg | 1995               | Tak                         |
| jodek potasu                                      | doustnie      | | 1979               | Tak                         |
| propylotiouracyl                                  | doustnie      | powinien być stosowany jako leczenie pierwszego rzutu tylko w przypadkach kiedy inne leczenie jest nieodpowiednie lub niedostępne oraz w I trymestrze ciąży                       | 1979               | Tak                         |
| tiamazol                                          | doustnie      | altrenatywnie może być stosowany karbimazol, zależnie od dostępności | 2019               | Tak                         |
| płyn Lugola                                       | doustnie      | | 2009               | Tak                         |
| jodek potasu                                      | doustnie      | | 2009               | Tak                         |
| propylotiouracyl                                  | doustnie      | powinien być stosowany jako leczenie pierwszego rzutu tylko w przypadkach kiedy inne leczenie jest nieodpowiednie lub niedostępne                                                 | 2009               | Tak                         |
| tiamazol                                          | doustnie      | altrenatywnie może być stosowany karbimazol, zależnie od dostępności | 2019               | Tak                         |

### Leki wpływające naukład odpornościowy
| Nazwa leku                                              | Droga podania | Wskazanie i uwagi wg WHO                                                      | Rok wpisu na listę | Rejestracja w Polsce (2022) |
| ------------------------------------------------------- | ------------- | ----------------------------------------------------------------------------- | ------------------ | --------------------------- |
| 19.1 Środki diagnostyczne                               |               |                                                                               |                    |                             |
| tuberkulina                                             | wstrzyknięcie |                                                                               | 1977               | Tak                         |
| 19.2 Antytoksyny oraz przeciwciała                      |               |                                                                               |                    |                             |
| antytoksyna jadu                                        | wstrzyknięcie | zgodnie z lokalnymi potrzebami (łącznie z lekami biopodobnymi dobrej jakości) | 1977               | Tak                         |
| antytoksyna błonicza                                    | wstrzyknięcie |                                                                               | 1977               | Tak                         |
| immunoglobulina przeciw wściekliznie                    | wstrzyknięcie |                                                                               | 2021               | Tak                         |
| przeciwciała monoklonalne przeciw wirusowi wścieklizny  | wstrzyknięcie | zgodnie z lokalnymi potrzebami (łącznie z lekami biopodobnymi dobrej jakości) | 2021               | Tak                         |
| 19.2 Szczepionki                                        |               |                                                                               |                    |                             |
| Szczepionki zalecane na całym świecie                   |               |                                                                               |                    |                             |
| Szczepionka BCG                                         |               |                                                                               | 1977               | Tak                         |
| szczepionka przeciw błonicy                             |               |                                                                               | 1977               | Tak                         |
| szczepionka przeciw Haemophilus influenzae typu b       |               |                                                                               | 2007               | Tak                         |
| szczepionka przeciw wirusowemu zapaleniu wątroby typu B |               |                                                                               | 1977               | Tak                         |
| szczepionka przeciw wirusowi brodawczaka ludzkiego      |               |                                                                               | 2015               | Tak                         |
| szczepionka przeciw odrze                               |               |                                                                               | 1977               | Tak                         |
| szczepionka przeciw krztuścowi                          |               |                                                                               | 1977               | Tak                         |
| szczepionka przeciw pneumokokom                         |               |                                                                               | 2007               | Tak                         |
| szczepionka przeciw chorobie Heinego i Medina           |               |                                                                               | 1977               | Tak                         |
| szczepionka przeciw rotawirusom                         |               |                                                                               | 2007               | Tak                         |
| szczepionka przeciw różyczce                            |               |                                                                               | 1977               | Tak                         |
| szczepionka przeciw tężcowi                             |               |                                                                               | 1977               | Tak                         |
| Szczepionki zalecane regionalnie                        |               |                                                                               |                    |                             |
| szczepionka przeciw japońskiemu zapaleniu mózgu         |               |                                                                               | 2007               | Tak                         |
| szczepionka przeciw żółtej febrze                       |               |                                                                               | 1977               | Tak                         |
| szczepionka przeciw kleszczowemu zapaleniu mózgu        |               |                                                                               | 2015               | Tak                         |
| Szczepionki zalecane dla grup wysokiego ryzyka          |               |                                                                               |                    |                             |
| szczepionka przeciw cholerze                            |               |                                                                               | 2007               | Tak                         |
| szczepionka przeciw dendze                              |               |                                                                               | 2019               | Tak                         |
| szczepionka przeciw wirusowemu zapaleniu wątroby typu A |               |                                                                               | 2007               | Tak                         |
| szczepionka przeciw meningokokom                        |               |                                                                               | 1977               | Tak                         |
| szczepionka przeciw wściekliźnie                        |               |                                                                               | 1977               | Tak                         |
| szczepionka przeciw durowi brzusznemu                   |               |                                                                               | 1977               | Tak                         |
| Szczepionki zalecane do programów szczepień             |               |                                                                               |                    |                             |
| szczepionka przeciw grypie (sezonowo)                   |               |                                                                               | 2015               | Tak                         |
| szczepionka przeciw nagminnemu zapaleniu przyusznic     |               |                                                                               | 1977               | Tak                         |
| szczepionka przeciw ospie wietrznej                     |               |                                                                               | 2007               | Tak                         |

### Leki zwiotczające mięśnie działające obwodowo oraz inhibitory cholinoesteraz
| Nazwa leku     | Droga podania           | Wskazanie i uwagi wg WHO | Rok wpisu na listę | Rejestracja w Polsce (2022) |
| -------------- | ----------------------- | ------------------------ | ------------------ | --------------------------- |
| atrakurium     | wstrzyknięcie           |                          | 2011               | Tak                         |
| neostygmina    | wstrzyknięcie, doustnie |                          | 1977               | Tak                         |
| suksametonium  | wstrzyknięcie           |                          | 1977               | Tak                         |
| wekuronium     | wstrzyknięcie           |                          | 1993               | Tak                         |
| pirydostygmina | wstrzyknięcie, doustnie |                          | 1979               | Tak                         |
| wekuronium     | wstrzyknięcie           |                          | 2009               | Tak                         |

### Leki okulistyczne
| Nazwa leku                                                       | Droga podania  | Wskazanie i uwagi wg WHO | Rok wpisu na listę | Rejestracja w Polsce (2022) |
| ---------------------------------------------------------------- | -------------- | --- | ------------------ | --------------------------- |
| 21.1 Leki stosowane w zakażeniach oczu                           |                | |                    |                             |
| acyklowir                                                        | maść oczna     | | 2007               | Tak                         |
| azytromycyna                                                     | krople do oczu | jaglica | 2013               | Tak                         |
| erytromycyna                                                     | maść oczna     | zakażenia Chlamydia trachomatis oraz Neisseria gonorrhoeae | 2017               | Tak                         |
| gentamycyna                                                      | krople do oczu | bakteryjne zapalenie powiek oraz bakteryjne zapalenie spojówek, alternatywnie mogą być stosowane amikacyna, kanamycyna, netylmycyna oraz tobramycyna                                       | 1990               | Tak                         |
| natamycyna                                                       | krople do oczu | grzybicze zapalenie rogówki | 1990               | Tak                         |
| ofloksacyna                                                      | krople do oczu | bakteryjne zapalenie spojówek oraz bakteryjne zapalenie rogówki, alternatywnie mogą być stosowane inne fluorochinolony z grupy S01AE w klasyfikacji ATC                                    | 2013               | Tak                         |
| tetracyklina                                                     | maść oczna     | bakteryjne zapalenie powiek, bakteryjne zapalenie spojówek, bakteryjne zapalenie rogówki oraz jaglica, alternatywnie mogą być stosowane chlorotetracyklina oraz oksytetracyklina           | 1977               | Nie                         |
| 21.2 Leki przeciwzapalne                                         |                | |                    |                             |
| prednizolon                                                      | krople do oczu | | 1990               | Nie                         |
| 21.3 Środki znieczulające miejscowo                              |                | |                    |                             |
| tetrakaina                                                       | krople do oczu | nie powinien być stosowany u wcześniaków, alternatywnie mogą być stosowane inne środki do znieczulenia miejscowego z grupy S01HA w klasyfikacji ATC (z wyjątkiem kokainy i połączeń leków) | 1977               | Nie                         |
| 21.4 Leki stosowane w jaskrze i zwężające źrenicę                |                | |                    |                             |
| acetazolamid                                                     | doustnie       | | 1977               | Tak                         |
| latanoprost                                                      | krople do oczu | | 2013               | Tak                         |
| pilokarpina                                                      | krople do oczu | alternatywnie może być stosowany karbachol | 1977               | Tak                         |
| tymolol                                                          | krople do oczu | alternatywnie mogą być stosowane inne leki β-adrenolityczne z grupy S01ED w klasyfikacji ATC (z wyjątkiem połączeń leków)                                                                  | 1985               | Tak                         |
| 21.5 Leki rozszerzające źrenicę                                  |                | |                    |                             |
| atropina                                                         | krople do oczu | alternatywnie może być stosowana homatropina lub cyklopentolat (tylko dla dzieci), może być stosowany u dzieci powyżej 3 miesiąca życia                                                    | 1977               | Tak                         |
| adrenalina                                                       | krople do oczu | | 1979               | Nie                         |
| 21.6 Leki neutralizujące czynnik wzrostu śródbłonka naczyniowego |                | |                    |                             |
| bewacyzumab                                                      | wstrzyknięcie  | łącznie z lekami biopodobnymi dobrej jakości | 2013               | Tak                         |

### Leki stosowane dlazdrowie reprodukcyjnegoi wopiece perinatalnej
| Nazwa leku                                      | Droga podania                                               | Wskazanie i uwagi wg WHO | Rok wpisu na listę | Rejestracja w Polsce (2022) |
| ----------------------------------------------- | ----------------------------------------------------------- | --- | ------------------ | --------------------------- |
| 22.1 Środki antykoncepcyjne                     |                                                             | |                    |                             |
| 22.1.1 Doustne leki antykoncepcyjne             |                                                             | |                    |                             |
| etynyloestradiol + lewonorgestrel               | doustnie                                                    | | 1979               | Nie                         |
| etynyloestradiol + noretysteron                 | doustnie                                                    | | 1977               | Tak                         |
| lewonorgestrel                                  | doustnie                                                    | | 1997               | Tak                         |
| octan uliprystalu                               | doustnie                                                    | | 2017               | Tak                         |
| 22.1.2 Wstrzyknięcia antykoncepcyjne            |                                                             | |                    |                             |
| cypionat estradiolu + medroksyprogesteron       | wstrzyknięcie                                               | | 2007               | Nie                         |
| medroksyprogesteron                             | wstrzyknięcie                                               | | 1985               | Tak                         |
| noretysteron                                    | wstrzyknięcie                                               | | 1985               | Tak                         |
| 22.1.3 Wewnątrzmaciczne systemy antykoncepcyjne |                                                             | |                    |                             |
| wkładka domaciczna z miedzią                    |                                                             | | 1988               | Tak                         |
| domaciczny system uwalniający hormon            | system terapeutyczny domaciczny                             | system terapeutyczny domaciczny ze zbiornikiem zawierającym 52 mg lewonorgestrelu | 2015               | Tak                         |
| 22.1.4 Barierowe metody antykoncepcji           |                                                             | |                    |                             |
| prezerwatywa                                    |                                                             | | 1988               | Tak                         |
| diafragma                                       |                                                             | | 1988               | Tak                         |
| 22.1.5 Implanty antykoncepcyjne                 |                                                             | |                    |                             |
| etonogestrel                                    | implantacja podskórna                                       | pojedynczy pręcik zawierający 68 mg etonogestrelu | 2015               | Tak                         |
| lewonorgestrel                                  | implantacja podskórna                                       | system dwóch pręcików zawierających 75 mg lewonorgestrelu (sumaryczna dawka 150 mg) | 2007               | Nie                         |
| 22.1.6 Dopochwowe systemy hormonalne            |                                                             | |                    |                             |
| etynyloestradiol + etonogestrel                 | pierścień dopochwowy                                        | | 1977               | Tak                         |
| progesteron                                     | pierścień dopochwowy                                        | przeznaczony dla kobiet karmiących piersią co najmniej 4 razy dziennie | 2007               | Nie                         |
| 22.2 Induktory owulacji                         |                                                             | |                    |                             |
| klomifen                                        | doustnie                                                    | | 1995               | Tak                         |
| 22.3 Leki nasilające skurcz macicy              |                                                             | |                    |                             |
| ergometryna                                     | wstrzyknięcie                                               | alternatywnie może być stosowana metylergonowina | 1977               | Tak                         |
| karbetocyna                                     | wstrzyknięcie                                               | | 2019               | Tak                         |
| mifepriston + mizoprostol                       | doustnie                                                    | może być stosowany jedynie w sytuacji kiedy jest dopuszczony przez prawo i kulturowo akceptowalny | 2005               | Nie                         |
| mizoprostol                                     | doustnie, dopochwowo                                        | tabletki są stosowane w farmakologicznej indukcji poronienia w przypadku niekompletnej aborcji lub poronienia oraz w zapobieganiu i leczeniu krwotoku poporodowego w przypadku kiedy oksytocyna jest niedostępna lub nie może zostać bezpiecznie podana, tabletki dopochwowe są stosowane w farmakologicznej indukcji porodu przy dostępności odpowiednich warunków szpitalnych | 2005               | Tak                         |
| oksytocyna                                      | wstrzyknięcie                                               | | 1977               | Tak                         |
| 22.4 Leki hamujące skurcz macicy                |                                                             | |                    |                             |
| nifedypina                                      | doustnie                                                    | | 2005               | Tak                         |
| 22.5 Leki podawane matce                        |                                                             | |                    |                             |
| deksametazon                                    | wstrzyknięcie                                               | | 2013               | Tak                         |
| suplement wielomikroelementowy                  | doustnie                                                    | \| witamina A \| 800 μg (ekwiwalentu retinolu) \| \| witamina C \| 70 mg \| \| witamina D \| 5 μg (200 UI) \| \| witamina E \| 10 mg (ekwiwalentu tokoferolu) \| \| witamina B1 \| 1,4 mg \| \| witamina B2 \| 1,4 mg \| \| witamina B3 \| 18 mg (ekwiwalent niacyny) \| \| witamina B6 \| 1,9 mg \| \| kwas foliowy \| 640 μg (ekwiwalentu dietetycznego kwasu foliowego – 400 μg) \| \| witamina B12 \| 2,6 μg \| \| żelazo \| 30 mg \| \| jodek potasu \| 150 μg \| \| cynk \| 15 mg \| \| selen \| 150 μg \| \| miedź \| 2 mg \| przeznaczony do użytku w konkretnej sytuacji klinicznej zgodnie z aktualnymi wytycznymi WHO | 2019               | Nie                         |
| kwas traneksamowy                               | wstrzyknięcie                                               | | 2019               | Tak                         |
| 22.6 Leki podawane noworodkowi                  |                                                             | |                    |                             |
| cytrynian kofeiny                               | wstrzyknięcie, doustnie                                     | | 2007               | Tak                         |
| chloroheksydyna                                 | wstrzyknięcie, doustnie                                     | 7,4% (diglukonian) uwalniający 4% chlorheksydynę do pielęgnacji pępowiny | 2013               | Tak                         |
| ibuprofen                                       | wstrzyknięcie                                               | alternatywnie może być stosowana indometacyna | 2009               | Tak                         |
| prostaglandyna E                                | wstrzyknięcie                                               | alprostadyl (prostaglandyna E1) oraz dinoproston (prostaglandyna E2) | 2009               | Tak                         |
| surfaktant                                      | wstrzyknięcie                                               | | 2009               | Tak                         |
| witamina A                                      | 800 μg (ekwiwalentu retinolu)                               | |                    |                             |
| witamina C                                      | 70 mg                                                       | |                    |                             |
| witamina D                                      | 5 μg (200 UI)                                               | |                    |                             |
| witamina E                                      | 10 mg (ekwiwalentu tokoferolu)                              | |                    |                             |
| witamina B1                                     | 1,4 mg                                                      | |                    |                             |
| witamina B2                                     | 1,4 mg                                                      | |                    |                             |
| witamina B3                                     | 18 mg (ekwiwalent niacyny)                                  | |                    |                             |
| witamina B6                                     | 1,9 mg                                                      | |                    |                             |
| kwas foliowy                                    | 640 μg (ekwiwalentu dietetycznego kwasu foliowego – 400 μg) | |                    |                             |
| witamina B12                                    | 2,6 μg                                                      | |                    |                             |
| żelazo                                          | 30 mg                                                       | |                    |                             |
| jodek potasu                                    | 150 μg                                                      | |                    |                             |
| cynk                                            | 15 mg                                                       | |                    |                             |
| selen                                           | 150 μg                                                      | |                    |                             |
| miedź                                           | 2 mg                                                        | |                    |                             |

### Płyn do dializy otrzewnowej
| Nazwa leku                     | Droga podania | Wskazanie i uwagi wg WHO    | Rok wpisu na listę | Rejestracja w Polsce (2022) |
| ------------------------------ | ------------- | --------------------------- | ------------------ | --------------------------- |
| roztwór do dializy otrzewnowej |               | płyn o odpowiednim składzie | 1977               | Tak                         |

### Leki stosowane w zaburzeniach psychicznych i zaburzeniach zachowania
| Nazwa leku                                                      | Droga podania           | Wskazanie i uwagi wg WHO | Rok wpisu na listę | Rejestracja w Polsce (2022) |
| --------------------------------------------------------------- | ----------------------- | --- | ------------------ | --------------------------- |
| 24.1 Leki przeciwpsychotyczne                                   |                         | |                    |                             |
| chloropromazyna                                                 | wstrzyknięcie, doustnie | | 1977               | Tak                         |
| flufenazyna                                                     | wstrzyknięcie           | | 1977               | Nie                         |
| haloperydol                                                     | wstrzyknięcie, doustnie | | 1977               | Tak                         |
| paliperydon                                                     | wstrzyknięcie           | alternatywnie może być stosowana postać pozajelitowa rysperydonu                                                                     | 2021               | Tak                         |
| rysperydon                                                      | doustnie                | | 2013               | Tak                         |
| chloropromazyna                                                 | wstrzyknięcie, doustnie | | 2009               | Tak                         |
| klozapina                                                       | doustnie                | | 2013               | Tak                         |
| haloperydol                                                     | wstrzyknięcie, doustnie | | 2009               | Tak                         |
| 24.2 Leki stosowane w zaburzeniach afektywnych                  |                         | |                    |                             |
| 24.2.1 Leki stosowane w zaburzeniach depresyjnych               |                         | |                    |                             |
| amitryptylina                                                   | doustnie                | | 1977               | Tak                         |
| fluoksetyna                                                     | doustnie                | alternatywnie mogą być stosowane citalopram, escitalopram, fluwoksamina, paroksetyna oraz sertralina                                 | 1977               | Tak                         |
| fluoksetyna                                                     | doustnie                | może być stosowana u dzieci powyżej 8 roku życia                                                                                     | 2007               | Tak                         |
| 24.2.2 Leki stosowane w zaburzeniach afektywnych dwubiegunowych |                         | |                    |                             |
| karbamazepina                                                   | doustnie                | | 1998               | Tak                         |
| węglan litu                                                     | doustnie                | | 1977               | Tak                         |
| kwas walproinowy                                                | doustnie                | | 1998               | Tak                         |
| 24.3 Leki stosowane w zaburzeniach lękowych                     |                         | |                    |                             |
| diazepam                                                        | doustnie                | | 1977               | Tak                         |
| 24.4 Leki stosowane w zaburzeniach obsesyjno-kompulsyjnych      |                         | |                    |                             |
| klomipramina                                                    | doustnie                | | 1995               | Tak                         |
| 24.5 Leki stosowane w leczeniu uzależnień                       |                         | |                    |                             |
| bupropion                                                       | doustnie                | | 2021               | Tak                         |
| nikotynowa terapia zastępcza                                    | doustnie, przeskórnie   | | 2009               | Tak                         |
| wareniklina                                                     | doustnie                | | 2021               | Tak                         |
| metadon                                                         | doustnie                | zamiennie może być używana buprenorfina, muszą być stosowane jedynie w ramach ustalonych programów substytucyjnej terapii opioidowej | 2005               | Tak                         |

### Leki stosowane w leczeniu chorób układu oddechowego
| Nazwa leku                                                                               | Droga podania               | Wskazanie i uwagi wg WHO | Rok wpisu na listę | Rejestracja w Polsce (2022) |
| ---------------------------------------------------------------------------------------- | --------------------------- | --- | ------------------ | --------------------------- |
| 25.1 Leki stosowane w leczeniu astmy oskrzelowej i przewlekłej obturacyjnej choroby płuc |                             | |                    |                             |
| budezonid                                                                                | inhalacyjnie                | alternatywnie mogą być stosowane beklometazon, cyklezonid, flunizolid oraz mometazon                                                                                    | 2009               | Tak                         |
| budezonid + formoterol                                                                   | inhalacyjnie                | alternatywnie mogą być stosowane beklometazon + formoterol, budezonid + salmeterol, flutykazon + formoterol, furoinian flutykazonu + wilanterol, mometazon + formoterol | 2017               | Tak                         |
| adrenalina                                                                               | wstrzyknięcie               | | 1977               | Tak                         |
| bromek ipratropiowy                                                                      | inhalacyjnie                | | 1998               | Tak                         |
| salbutamol                                                                               | wstrzyknięcie, inhalacyjnie | alternatywnie może być stosowana terbutalina | 1977               | Tak                         |
| tiotropium                                                                               | inhalacyjnie                | alternatywnie mogą być stosowane bromek aklidyny, bromek glikopironiowy oraz bromek umeklidyniowy                                                                       | 2019               | Tak                         |

### Płyny korygujące zaburzenia gospodarki wodno-elektrolitowej orazrównowagi kwasowo-zasadowej
| Nazwa leku                    | Droga podania | Wskazanie i uwagi wg WHO | Rok wpisu na listę | Rejestracja w Polsce (2022) |
| ----------------------------- | ------------- | --- | ------------------ | --------------------------- |
| 26.1 Doustne                  |               | |                    |                             |
| doustny płyn nawadniający     | doustnie      | Proszek do rozpuszczania w 200 ml, 500 ml, 1000 ml o składzie: \| glukoza \| 75 mEq \| \| sód \| 75 mEq \| \| chlor \| 65 mEq \| \| potas \| 20 mEq \| \| cytrynian \| 10 mEq \| \| osmolarność \| 245 mOsm/L \| \| glukoza \| 13,5 g/l \| \| chlorek sodu \| 2,6 g/l \| \| chlorek potasu \| 1,5 g/l \| \| cytrynian trójsodowy dwuwodny \| 2,9 g/l \| cytrynian trójsodowy dwuwodny może zostać zastąpiony przez wodorowęglan sodu (2,5 g/l), jednakże w warunkach strefy międzyzwrotnikowej roztwór taki jest niestabilny i jest zalecany jedynie w sytuacji kiedy jest przygotowywany do natychmiastowego użycia | 1977               | Tak                         |
| chlorek potasu                | doustnie      | | 1977               | Tak                         |
| 26.2 Pozajelitowe             |               | |                    |                             |
| glukoza                       | wstrzyknięcie | | 1977               | Tak                         |
| glukoza + chlorek sodu        | wstrzyknięcie | | 1979               | Tak                         |
| chlorek potasu                | wstrzyknięcie | | 1977               | Tak                         |
| chlorek sodu                  | wstrzyknięcie | | 1977               | Tak                         |
| wodorowęglan sodu             | wstrzyknięcie | | 1977               | Tak                         |
| mleczan Ringera               | wstrzyknięcie | | 1977               | Tak                         |
| 26.3 Różne                    |               | |                    |                             |
| woda do iniekcji              | wstrzyknięcie | | 1977               | Tak                         |
| glukoza                       | 75 mEq        | |                    |                             |
| sód                           | 75 mEq        | |                    |                             |
| chlor                         | 65 mEq        | |                    |                             |
| potas                         | 20 mEq        | |                    |                             |
| cytrynian                     | 10 mEq        | |                    |                             |
| osmolarność                   | 245 mOsm/L    | |                    |                             |
| glukoza                       | 13,5 g/l      | |                    |                             |
| chlorek sodu                  | 2,6 g/l       | |                    |                             |
| chlorek potasu                | 1,5 g/l       | |                    |                             |
| cytrynian trójsodowy dwuwodny | 2,9 g/l       | |                    |                             |

### Witaminyi preparaty uzupełniające niedobórskładników mineralnych
| Nazwa leku                   | Droga podania | Wskazanie i uwagi wg WHO | Rok wpisu na listę | Rejestracja w Polsce (2022) |
| ---------------------------- | ------------- | --- | ------------------ | --------------------------- |
| kwas askorbinowy             | doustnie      | | 1979               | Tak                         |
| cholekalcyferol              | doustnie      | zamiennie może być używany ergokalcyferol | 2011               | Tak                         |
| ergokalcyferol               | doustnie      | zamiennie może być używany cholekalcyferol | 1977               | Tak                         |
| fluorek sodu                 | zewnętrznie   | | 1979               | Tak                         |
| jod                          | doustnie      | | 1990               | Tak                         |
| nikotynamid                  | doustnie      | | 1977               | Tak                         |
| pirydoksyna                  | doustnie      | | 1979               | Tak                         |
| proszek wielomikroelementowy | doustnie      | \| żelazo \| 12,5 mg \| \| cynk \| 5 mg \| \| witamina A \| 300 μg \| może być uzupełniony o inne mikroelementy w zalecanych dziennych dawkach | 2019               | Tak                         |
| retinol                      | doustnie      | | 1977               | Tak                         |
| ryboflawina                  | doustnie      | | 1977               | Tak                         |
| tiamina                      | zewnętrznie   | | 1977               | Tak                         |
| wapń                         | doustnie      | | 2013               | Tak                         |
| glukonian wapnia             | wstrzyknięcie | | 1998               | Tak                         |
| żelazo                       | 12,5 mg       | |                    |                             |
| cynk                         | 5 mg          | |                    |                             |
| witamina A                   | 300 μg        | |                    |                             |

### Leki stosowane w chorobachuszu,nosaigardła
| Nazwa leku      | Droga podania                      | Wskazanie i uwagi wg WHO                                    | Rok wpisu na listę | Rejestracja w Polsce (2022) |
| --------------- | ---------------------------------- | ----------------------------------------------------------- | ------------------ | --------------------------- |
| kwas octowy     | zewnętrznie, 2% roztwór w alkoholu |                                                             | 2009               | Tak                         |
| budezonid       | donosowo                           |                                                             | 2009               | Tak                         |
| cyprofloksacyna | zewnętrznie w kroplach             | zamiennie może być stosowana ofloksacyna                    | 2009               | Tak                         |
| ksylometazolina | donosowo                           | nie powinna być stosowana u dzieci poniżej 3 miesiąca życia | 2009               | Tak                         |

### Leki stosowane w chorobachstawów
| Nazwa leku                                                                  | Droga podania          | Wskazanie i uwagi wg WHO | Rok wpisu na listę | Rejestracja w Polsce (2022) |
| --------------------------------------------------------------------------- | ---------------------- | --- | ------------------ | --------------------------- |
| 29.1 Leki stosowane w leczeniu dny moczanowej                               |                        | |                    |                             |
| allopurynol                                                                 | doustnie               | | 1977               | Tak                         |
| 29.2 Leki modyfikujące przebieg choroby stosowane w chorobach reumatycznych |                        | |                    |                             |
| chlorochina                                                                 | doustnie               | | 1998               | Tak                         |
| azatiopryna                                                                 | doustnie               | | 1998               | Tak                         |
| hydroksychlorochina                                                         | doustnie               | | 2011               | Nie                         |
| metotreksat                                                                 | doustnie               | | 1998               | Tak                         |
| penicylamina                                                                | doustnie               | | 1998               | Tak                         |
| sulfasalazyna                                                               | doustnie               | | 1998               | Tak                         |
| 29.3 Młodzieńcze choroby stawów                                             |                        | |                    |                             |
| kwas acetylosalicylowy                                                      | doustnie, doodbytniczo | stosowany doraźnie oraz przewlekle w gorączce reumatycznej, młodzieńczym idiopatycznym zapaleniu stawów i chorobie Kawasakiego | 2013               | Tak                         |

### Preparaty stomatologiczne
| Nazwa leku            | Droga podania          | Wskazanie i uwagi wg WHO | Rok wpisu na listę | Rejestracja w Polsce (2022) |
| --------------------- | ---------------------- | ------------------------ | ------------------ | --------------------------- |
| fluorki               | doustnie, doodbytniczo |                          | 2021               | Tak                         |
| cement glasjonomerowy | doustnie, doodbytniczo |                          | 2021               | Tak                         |
| diaminofluorek srebra | doustnie, doodbytniczo |                          | 2021               | Tak                         |

## Wskazania do antybiotyków
1. 1 2 3   odmiedniczkowe zapalenie nerek lub zapalenie gruczołu krokowego o ciężkim przebiegu
2. 1 2 3 4  gorączka neutropeniczna wysokiego ryzyka
3. 1 2 3 4 5 6 7 8  sepsa u niemowląt i dzieci
4. 1 2 3 4  pozaszpitalne zapalenie płuc o lekkim i umiarkowanie ciężkim przebiegu
5. 1 2 3 4 5 6 7 8 9  pozaszpitalne zapalenie płuc o ciężkim przebiegu
6. ↑  niepowikłane ostre ciężkie niedożywienie
7. 1 2 3 4  powikłane ostre ciężkie niedożywienie
8. 1 2 3 4  zaostrzenie przewlekłej obturacyjnej choroby płuc
9. 1 2  zapalenie ucha środkowego
10. 1 2 3 4  ostre zapalenie gardła
11. 1 2  zapalenie zatok przynosowych
12. 1 2  rozprzestrzeniający się ostry ropnień okołowierzchołkowy
13. 1 2 3 4 5 6  ostre bakteryjne zapalenie opon mózgowo-rdzeniowych
14. 1 2 3 4  zakażenie dolnych dróg moczowych
15. 1 2 3 4 5 6 7 8  powikłane zakażenia wewnątrzbrzuszne o lekkim i umiarkowanie ciężkim przebiegu
16. 1 2 3 4  szpitalne zapalenie płuc
17. 1 2  gorączka neutropeniczna niskiego ryzyka
18. 1 2 3  zakażenia skóry i tkanek miękkich
19. 1 2 3 4 5 6  zakażenia kości i stawów
20. 1 2 3 4 5  antybiotykowa profilaktyka wokółoperacyjna
21. 1 2 3 4 5 6 7  powikłane zakażenia wewnątrzbrzuszne ciężkim przebiegu
22. 1 2 3  kiła
23. 1 2   choroby przenoszone drogą płciową spowodowane Chlamydia trachomatis
24. 1 2 3 4   cholera
25. 1 2  ostre bakteryjne zapalenie opon mózgowo-rdzeniowych u niemowląt
26. 1 2 3 4 5 6   rzeżączka
27. 1 2 3 4 5  martwicze zapalenie powięzi
28. 1 2 3 4 5  ostra biegunka bakteryjna / dyzenteria
29. ↑   rzęsistkowica
30. 1 2   zakażenia Clostridium difficile
31. ↑  kiła wrodzona
32. 1 2 3  dur brzuszny
33. ↑  jaglica
34. ↑  malinica
35. 1 2 3   odmiedniczkowe zapalenie nerek lub zapalenie gruczołu krokowego o lekkim i umiarkowanie ciężkim przebiegu
36. 1 2 3  zapalenie wnętrza gałki ocznej